# Transports en commun de Nîmes
Pour les articles homonymes, voir Tango.
 (mars 2023).
Si vous disposez d'ouvrages ou d'articles de référence ou si vous connaissez des sites web de qualité traitant du thème abordé ici, merci de compléter l'article en donnant les références utiles à sa vérifiabilité et en les liant à la section « Notes et références ».
Le réseau de transports en commun de Nîmes est un réseau urbain de lignes de bus en France, dans le département du Gard, sur la Communauté d'agglomération Nîmes Métropole. L'exploitation du réseau est déléguée à Keolis Nîmes Métropole (filiale du groupe Keolis) par l'autorité organisatrice des transports urbains qui est la communauté d'agglomération Nîmes Métropole. Le réseau est exploité sous la marque Tango !, composée à partir de l'acronyme de Transport de l'agglomération nîmoise.

## Histoire

### De 1845 à 1951: du fiacre au tramway et un éphémère électrobus
Des premiers fiacres sont mis en service en 1845 et des tramways à chevaux apparaissent en 1880.
En 1899, le dépôt dit des « Marronniers » est livré et la mise en service des tramways électriques intervient conjointement.
Un véritable réseau est créé à cet effet, dont la ligne A dite du « Tour des Boulevards » reliée à la gare PLM. Les lignes B et C sont quant à elles chargées de la desserte des quartiers périphériques jusqu'aux faubourgs de la ville. La ligne D qui est créée en 1910 circule principalement sur le Boulevard Jean Jaurès, encore très peu urbanisé à ce moment-là.
La municipalité décide d'exploiter en parallèle dès 1924 un service de trolleybus rural : l'Électrobus du Gard reliant la Place Gambetta à Nîmes au pont du Gard sur deux lignes distinctes : la A passant directement par Marguerittes et la B effectuant une large boucle par Comps. Le matériel roulant fourni par l'entreprise C.E.F. regroupe d'emblée 10 motrices « voyageurs » et 15 motrices « marchandises » remisées et entretenues dans les mêmes locaux que ceux des tramways électriques. Malheureusement, le coût d'exploitation prohibitif et la faible vitesse commerciale de ces véhicules guidés ont rapidement raison de l'intérêt si ce n'est de l'existence de ce service, qui est interrompu à la fin de l'année 1927.
Pour plus de confort, l'ensemble du parc des tramways (motrices et attelages) est « vestibulé » entre 1930 et 1944 mais celui-ci ne connaît aucune véritable modernisation d'un point de vue strictement technique. Il est à noter que le réseau de lignes n'a connu aucune interruption durant le conflit, malgré des difficultés de maintenance du matériel dues à une pénurie d'éléments de rechange et d'ingrédients divers.
Le réseau de lignes est exploité en régie municipale à partir de la fin de l'année 1944 et la fameuse livrée dite « rouge et crème » assortie des armoiries de la ville fait son apparition sur le matériel roulant. Celle-ci subsiste jusqu'à la fin de l'exploitation sous ce statut juridique.
En 1948, la municipalité met en circulation sur la ligne B deux trolleybus prêtés à titre d'essai par le réseau de Lyon, sans qu'une suite favorable ne lui soit donnée. C'est donc l'autobus qui est choisi : la première commande se porte sur une série de 5 Berliet PCK 7 W neufs et mis en service à partir de 1949 sur cette même ligne. Une véritable phase de transition technique se met en place et d'autres achats de véhicules routiers sont réalisés en plusieurs tranches, permettant ainsi le retrait progressif de tout le matériel ferroviaire devenu excessivement onéreux à exploiter et à maintenir, en raison de sa vétusté et de son encombrement au milieu d'un trafic automobile déjà en pleine expansion.
Le dernier tramway rentre définitivement au dépôt le 9 juillet 1951 au soir, après la fin de son service commercial sur la ligne A dite du « Tour des Boulevards » et les installations fixes restantes (rails et caténaires avec systèmes d'alimentation) sont retirées dès le lendemain, de même que les motrices et les remorques sont évacuées puis ferraillées.

### De 1952 à 1981: l'ère des autobus
C'est à partir de 1952 que de nouvelles lignes sont créées, tandis que celles ayant été reconverties à la suite de la disparition des tramways bénéficient de prolongements de parcours en direction des quartiers les plus éloignés de la ville et de certains hameaux. De véritables aires de retournement et de stationnement pour les autobus sont construites aux nouveaux terminus de celles-ci. En dépit de cette mutation, le système d'indice de ligne dit "lettré" est conservé, l'ajout d'une barre en surplomb de la lettre indique un service au parcours partiellement assuré, mais celle-ci est définitivement abandonnée en 1963.
Par ce maillage constant des lignes du réseau, un point central se crée de ce fait, au droit de la gare S.N.C.F. sur l'Avenue Feuchères. Cela n'empêche pas la municipalité de faciliter les correspondances à certains arrêts du centre-ville, en faveur des usagers désirant se rendre directement d'un quartier à un autre, tout en minimisant les détours de trajets ainsi que les temps d'attente entre deux autobus de lignes différentes.
Des autobus neufs sont régulièrement commandés notamment auprès de Berliet afin de faire face à l'évolution constante du réseau durant ces années, les autobus Berliet PCK7W qui furent les premiers véhicules routiers à parcourir les lignes de la ville sont retirés du parc en 1957. Un autre constructeur français nommé Chausson (entré dans le giron de Saviem en 1959) devient le deuxième fournisseur d'autobus de la ville de Nîmes.
Une mise en circulation d'autobus à un seul agent est entamée dès 1961. Les receveurs en cabines sont progressivement retirés et les conducteurs cumulent cette fonction. L'opération est finalisée en 1969.
L'urbanisation émergente des quartiers résidentiels de la ville s'accompagne de l'ouverture de la première d'une série de lignes dès 1961. La ligne D est créée entre le centre ville et le Chemin Bas d'Avignon à raison d'un à deux passages par heure. La Z.U.P. située à l'autre extrémité de la ville, qui livre ses premiers logements et commerces deux ans plus tard, bénéficie elle aussi d'une desserte similaire. En 1964, le premier abribus et un kiosque d'informations exclusivement consacré au réseau sont construits sur l'avenue Feuchères.
Les boulevards du centre-ville, qui sont en proie à l'accroissement du trafic automobile, sont mis en circulation à sens giratoire afin de les fluidifier et de les sécuriser, dans le courant de l'année 1969. Ce nouveau plan contraint la municipalité à revoir le tracé des lignes desservant ce secteur. Néanmoins, des couloirs à contresens entièrement réservés aux autobus sont créés entre 1971 et 1973 sur certaines artères, ce qui permet au réseau de retrouver un schéma de desserte proche de celui qui fut auparavant appliqué.
Les premiers autobus standard Berliet PR100 et Saviem SC10 sont livrés à la régie municipale durant l'été 1972. Ces deux modèles représentent la quasi-exclusivité des investissements jusqu'au début de la décennie suivante, évoluant sous diverses configurations physiques et mécaniques tout au long de cette période. En 1974, un nouveau dépôt plus excentré, spacieux et facilement accessible est rendu opérationnel dans le quartier de la Croix-de-Vauvert. Celui-ci fonctionne d'abord en tandem avec l'historique dépôt des « Marronniers » qui se trouve finalement désaffecté en 1976 puis laissé à l'abandon complet avant d'être démoli quelque 25 ans plus tard. L'emplacement des installations ayant été totalement absorbé par la construction de logements, c'est désormais l'impasse dite "du Tramway" qui témoigne seule de leur présence passée (43.829364, 4.367636).
L'année 1980 voit la mise en service des lignes 1 et 2 destinées à relier directement les quartiers ouest et le centre-ville vers un terminus centralisé au droit des Arènes, offrant chacune des fréquences de passages plus élevées et une amplitude de service élargie, ainsi qu'un parcours beaucoup plus direct. En outre, l'ensemble du réseau totalise au même moment 12 lignes classées de A à L et celles-ci voient leurs offres revues à la hausse.
De conception désormais trop ancienne, ce réseau arrive à saturation en termes d'évolutivité et de «lisibilité». La municipalité fait procéder en 1981 à des études qui lui procureront enfin une base entièrement nouvelle.

### De 1982 à 1993: nouvelle image du réseau et privatisation des services
L'année 1982 est celle de la restructuration complète du réseau de lignes et des services afférents, mais aussi de la nouvelle image d'un service public qui se veut moderne et davantage axé sur la communication.
Une opération de marketing est organisée pour l'occasion, donnant naissance à la fameuse mascotte « Nimembus », un crocodile anthropomorphe portant une cape rouge et symbolisant la dynamique de ce nouveau réseau. Une véritable charte graphique est désormais appliquée sur tous les supports d'information accessibles au public, tels que les girouettes et les panneaux de lignes des autobus ou bien les documentations de poche et les points d'arrêts. Chaque ligne reçoit une couleur distincte associée à son indice afin d'être facilement identifiable.
Les lignes sont totalement repensées et la plupart d'entre elles font l'objet d'une diamétralisation des dessertes, les parcours aux longs sens uniques dans certains quartiers sont éliminés et rendus plus directs. Les portions de dessertes à sens unique sont désormais cantonnées à certaines parties du centre-ville et aux abords de certains terminus situés dans les zones à forte population. Le classement des lignes se fait dès lors, exclusivement par des chiffres. Celles étant classées dans les unités reçoivent le chiffre-préfixe "0" et sont considérées comme chargées de la desserte dite "principale", celles des dizaines (qui ne sont cependant jamais appliquées) et des vingtaines sont dévolues à celle des quartiers moins densément peuplés de part et d'autre du centre-ville, celle des trentaines s'adressent respectivement aux travailleurs en zones industrielles et aux écoliers et ne fonctionnent donc qu'aux heures de pointe durant les jours ouvrés.
Deux nouvelles livrées sont respectivement apposées sur les véhicules en 1982 et en 1984. C'est celle de la deuxième campagne qui est finalement retenue : de longitudinaux rubans verts avec le logo du réseau en jaune les surplombant, flanqué de la mascotte emblématique sous la baie vitrée du poste de conduite.
Une tarification expérimentale est mise en place avec la S.T.D.G. (Société des Transports Départementaux du Gard) nouvellement créée, permettant aux habitants de certains villages limitrophes de Nîmes d'utiliser des lignes départementales et le réseau municipal à la suite, avec un seul et même titre de transport à partir de 1984.
Cette même année amène encore son lot de nouveautés au niveau des dessertes : un service nocturne de fin de semaine est mis en place. C'est l'unique ligne A (figurant en couleur noire sur les plans) reliant Castanet à Courbessac qui dessert la plupart des quartiers intermédiaires et tout le centre-ville, les vendredis et samedis soir jusqu'à 01h00 le lendemain et à l'aide de deux bus de type « standard » circulant chacun dans un sens. Un renforcement du réseau des lignes scolaires est opéré dans l'ensemble des quartiers ouest de la ville, deux nouvelles liaisons sont respectivement créées sous les indices 33 et 34 dont la tâche est de desservir efficacement certains établissements implantés à distance du centre-ville, les plus anciens bus du parc y sont prioritairement attribués. Enfin, il est procédé au lancement des premières lignes rurales : la ligne 22 desservant les quartiers dits des « Mazets » à la lisière du Camp des Garrigues ainsi que de la ligne 23 desservant le Mas de Boudan situé derrière le Boulevard Périphérique Sud, ce sont des minibus de type Renault Master qui sont affectés à ces deux services en raison du gabarit réduit des chemins empruntés et de la faible fréquentation prévisible.
Du côté du matériel roulant, un premier autobus articulé de type Renault PR 180.2 est mis à l'essai sur la ligne 01 en conditions réelles d'exploitation.
La régie municipale cesse définitivement d'exister en 1985 et laisse place au 1er décembre à la S.T.C.N. (Société des transports en commun de Nîmes) tout en intégrant le groupe Via-GTI, le nom commercial du réseau restant T.C.N. Celui-ci était déjà employé de manière confidentielle depuis les années 1960 sur certains dépliants d'informations avant d'être véritablement mis en lumière lors de la restructuration complète des services.
En 1986, une série de 9 autobus articulés de type Heuliez GX 187 est mise en circulation sur les lignes 01 et 03 dont la longueur de leurs parcours et la sur-fréquentation en justifient l'usage. Une livrée spéciale dite « Mosaïque » et un aménagement intérieur plus raffiné sont appliqués afin de les différencier clairement des autres véhicules du parc. Ces bus de grande capacité bénéficient en outre du système dit « Self-Service » permettant la montée et la descente des voyageurs par toutes les portes, minimisant ainsi les temps d'immobilisation aux arrêts.
En 1987, une desserte de la nouvelle zone commerciale « Ville Active » et de celle du complexe sportif « La Bastide » situés au sud de la ville, est mise en place par la modification et le prolongement de la ligne 04 au-delà du quartier du Capouchiné.
La forte fréquence des services et de l'augmentation de la circulation provoque indirectement des accidents de personnes sur les couloirs à contre-sens réservés aux bus, ceux-ci finissent par être supprimés et sont transformés en places de stationnement en 1988. C'est lors de ce bouleversement qu'a lieu la mise en service de la navette gratuite de centre-ville baptisée « Nimabelle », ce nom étant aussi attribué à la nouvelle mascotte féminine de « Nimembus », exploitée à l'aide des Renault SC 10 R dont une série subit une réfection de la livrée et est réaménagée à cet effet. Deux ans plus tard, ce sont deux Van Hool A500 achetés neufs qui viennent en renfort pour répondre à la hausse brutale de fréquentation de cette navette. La fréquence de cette ligne circulaire est alors de 3 minutes en heures de pointe et de 7 minutes en heures creuses en semaine et de 7 minutes le samedi durant toute la journée. La desserte de la rue du Général Perrier est entièrement reprise par ce seul service.
Dans la continuité du lancement de cette navette gratuite, le terminus central de la ligne 08 est transféré de l'arrêt Perrier vers celui de l'Enclos Rey situé sur le boulevard Gambetta. L'autre nouveauté de ce réseau est la création de la ligne 20 desservant le quartier de la Cigale au départ de la gare routière dont le tracé évolue lui aussi à maintes reprises, la fréquence de passage moyenne reste cependant fixée à un bus toutes les heures du lundi au samedi, sans aucun service le dimanche et les jours fériés.
Les quatre premiers bus à plancher bas de type Renault R312 sont mis en service sur le réseau pour desservir la ligne 02. D'autres exemplaires du même modèle sont livrés jusqu'au milieu des années 1990 et sont déployés sur de nombreuses autres lignes, pour atteindre un total important de 31 unités à leur apogée.
À la suite des inondations du 3 octobre 1988 ayant frappé Nîmes et ses environs, des autobus sont prêtés par différents réseaux urbains de France (Lille, Lyon, Valence, Besançon) dans l'attente de la remise en état du matériel sinistré par les eaux. Cependant, certains exemplaires jugés anciens et ayant été les plus durement touchés par la catastrophe sont prématurément retirés de la circulation.
Les installations du dépôt de la Croix-de-Vauvert sont transférées près du quartier Mas de Ville en 1989, l'ancien site est totalement éliminé peu après sa fermeture et plus aucune trace de son existence n'est restée visible depuis, à la suite de nouveaux aménagements réalisés dans cette zone.
À partir de la rentrée de septembre 1990, la numérotation des lignes se fait désormais sans le chiffre-préfixe "0" bien que ce dernier soit encore lisible sur les girouettes de la plupart des autobus.
En février 1990 est mise en service la "nouvelle" ligne 6 entre Serre Cavalier et Feuchères via le quartier des Justices Vieilles, avec une fréquence de 40 minutes, desservie par deux minibus de type Renault Master. La desserte de Serre Cavalier par la ligne 3 n'est plus assurée que le dimanche. La ligne 7 reliant l'hôpital Carémeau à la Gare Routière via la Place des Écoles est créée. La ligne 22 change de nom et devient la « Mazetière » à la suite de l'évolution de son offre de transport élargie et de la mise en place de dessertes accessibles sur réservation téléphonique.
Dans un registre plus sombre, la ligne A nocturne est fermée pour cause de faible fréquentation assortie d'un taux de fraude devenu critique au fur et à mesure de son existence. Resté unique en son genre sur ce réseau, ce service n'a connu aucune évolution notable sur le plan commercial. Par ailleurs, les caractéristiques de son parcours «passe-partout» desservant une longue succession de quartiers périphériques et complété d'un tour systématique des boulevards du centre-ville, ont finalement rendu cette ligne peu attractive aux yeux de ses usagers potentiels.
Ce service de nuit est alors repris par des portions plus courtes sur les lignes suivantes les vendredis et samedis soirs avec circulation toutes les 30 minutes entre 20h30 et 21h30 puis entre 0h00 et 1h30 :
- Ligne 1 entre Centre-ville et Courbessac ;
- Ligne 3 entre Centre-ville et Valdegour ;
- Ligne 4 entre Centre-ville et Chemin-bas d'Avignon ;
- Ligne 5 entre Centre-ville et Castanet.

Sur un constat similaire et en raison des problèmes d'insécurité croissants qui s'y sont ajoutés au fil des ans, ces services de nuit sont définitivement arrêtés en 1993.
La ligne 31 est modifiée en septembre 1991 et elle assure désormais la desserte des quartiers du Mas Roman à St-Césaire et du Mas de Ville à la fréquence de 20 à 30 minutes, la desserte des zones industrielles devient donc intermittente. Les derniers autobus de type Berliet PR 100 PA encore subsistants sur le parc sont réformés.
La gratuité d'accès à la navette « Nimabelle » prend fin et en 1992 se produit l'incendie d'un autobus articulé à proximité des quartiers Ouest dont les causes sont restées relativement floues.

### De 1994 à 2006: vers un réseau rural puis suburbain

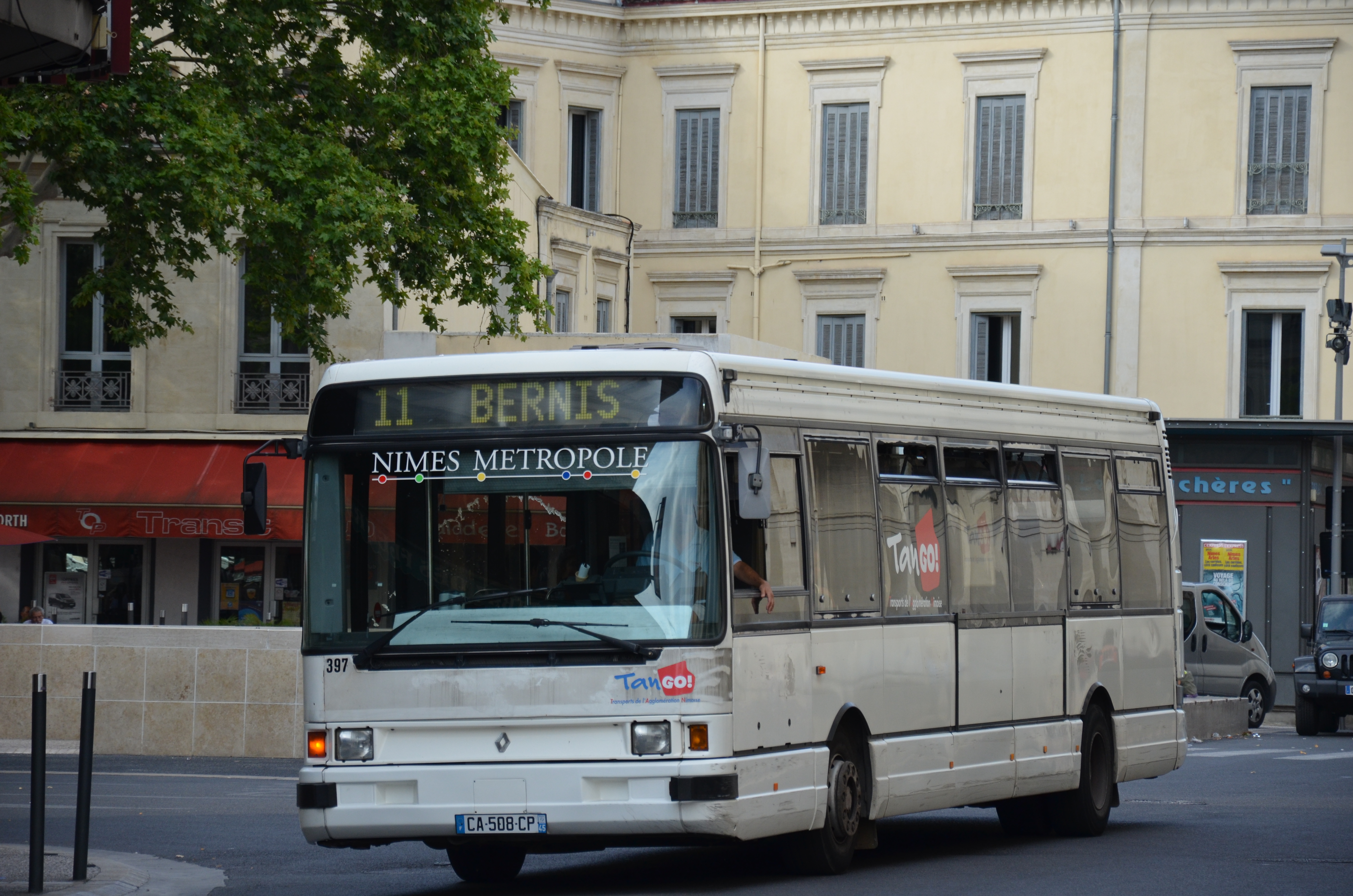
Le bus Renault R 312 a été le modèle "phare" du réseau T.C.N. durant la seconde moitié des années 1990.

Le réseau est une nouvelle fois restructuré en 1994 (création de lignes lettrées et chiffrées sur un même réseau) et le service « Les 7 Collines » est lancé, visant à affiner la desserte des quartiers dits des « Mazets » puis les services scolaires sont désormais exploités sous la marque « Les Collégiales ». La desserte du Boulevard Périphérique Sud devient enfin une réalité et permet de raccorder la plupart des quartiers directement à la zone commerciale de Ville Active sans transiter par le centre-ville.
Des points de correspondance nommés « stations » sont créés à quatre points différents du réseau.
Le nom commercial du réseau reste inchangé, mais l'identité visuelle est complètement revue et les mascottes de la décennie passée ont purement et simplement disparu. Le kiosque qui était implanté sur l'avenue Feuchères est démoli, laissant la place à un nouveau local plus moderne et plus spacieux, désormais situé sur le parvis de la station Esplanade.
En septembre de la même année, la navette de centre-ville baptisée « Huit en Ville » est mise en service à la suite d'une modification importante d'une grande partie des lignes du réseau et d'une reconfiguration de la desserte du centre-ville.
L'année 1995 voit la réforme des derniers autobus Saviem SC10 et le retrait de ce même modèle sous marque Renault survient l'année suivante.
Les 150 ans des transports en commun à Nîmes sont fêtés au printemps 1996 par la tenue d'une exposition spécialement consacrée à l'histoire du réseau et à travers des animations se déroulant dans des autobus de collection d'origines tierces arpentant les grands boulevards.
Les premiers autobus à plancher bas intégral et accessibles aux personnes à mobilité réduite sont mis en circulation en 1999, il s'agit d'une série de six Renault Agora S.
L'an 2000 voit l'ouverture de la nouvelle navette de centre-ville « La Citadine » exploitée à l'aide de Mercedes-Benz Cito[Combien ?] hybrides diesel et électricité, remplaçant de ce fait le « Huit en Ville ».
La dénomination des lignes est modifiée en 2002 pour se composer uniquement de lettres (A à K). C'est à partir de 2003 que s'opère le retrait des autobus articulés des lignes régulières, les derniers exemplaires restant en circulation sont exclusivement réaffectés aux services scolaires.
Le réseau est étendu à l'agglomération de Nîmes Métropole en 2004 et en 2006, de nouvelles navettes « Nimenbus » (Augusta, Aurelia et Domitia) sont mises en service et desservent les quartiers de Beausoleil, la Placette et du Capouchiné.

### De 2007 à 2011: naissance de Tango

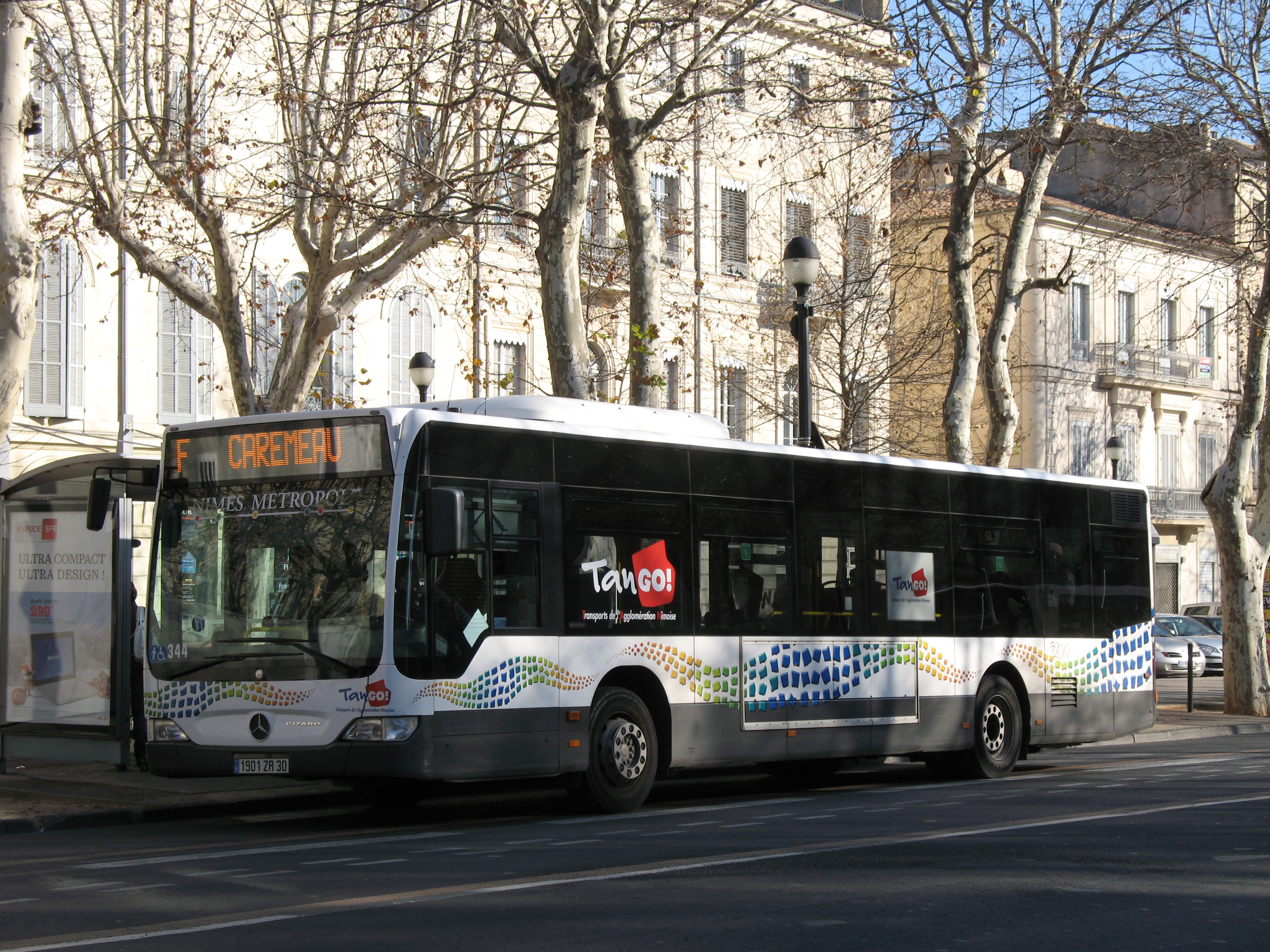
L'identité visuelle du réseau Tango en vigueur depuis 2007 sur un bus Mercedes-Benz Citaro.

Durant l'été 2007, le réseau abandonne le nom TCN au profit de Tango sous de nouvelles couleurs.
Au mois de septembre de la même année, la ligne L reliant Nîmes Feuchères et le Mas des Rosiers à Milhaud en remplacement de la ligne 41 est mise en service. Cette dernière est affrétée à la S.T.D.G. et est exploitée en Mercedes-Benz Citaro ou Renault PR 100. Cette même ligne est prolongée le 24 août 2009 de Milhaud à Bernis en remplacement des lignes 42 et 43. L'année 2010 voit la réforme de l'ensemble des Mercedes-Benz Cito. L'année 2011 voit quant à elle le retrait de l'ultime autobus articulé, un Renault PR 180.2 acheté d'occasion au réseau urbain d'Annecy.

### De 2012 à 2016: Tango +

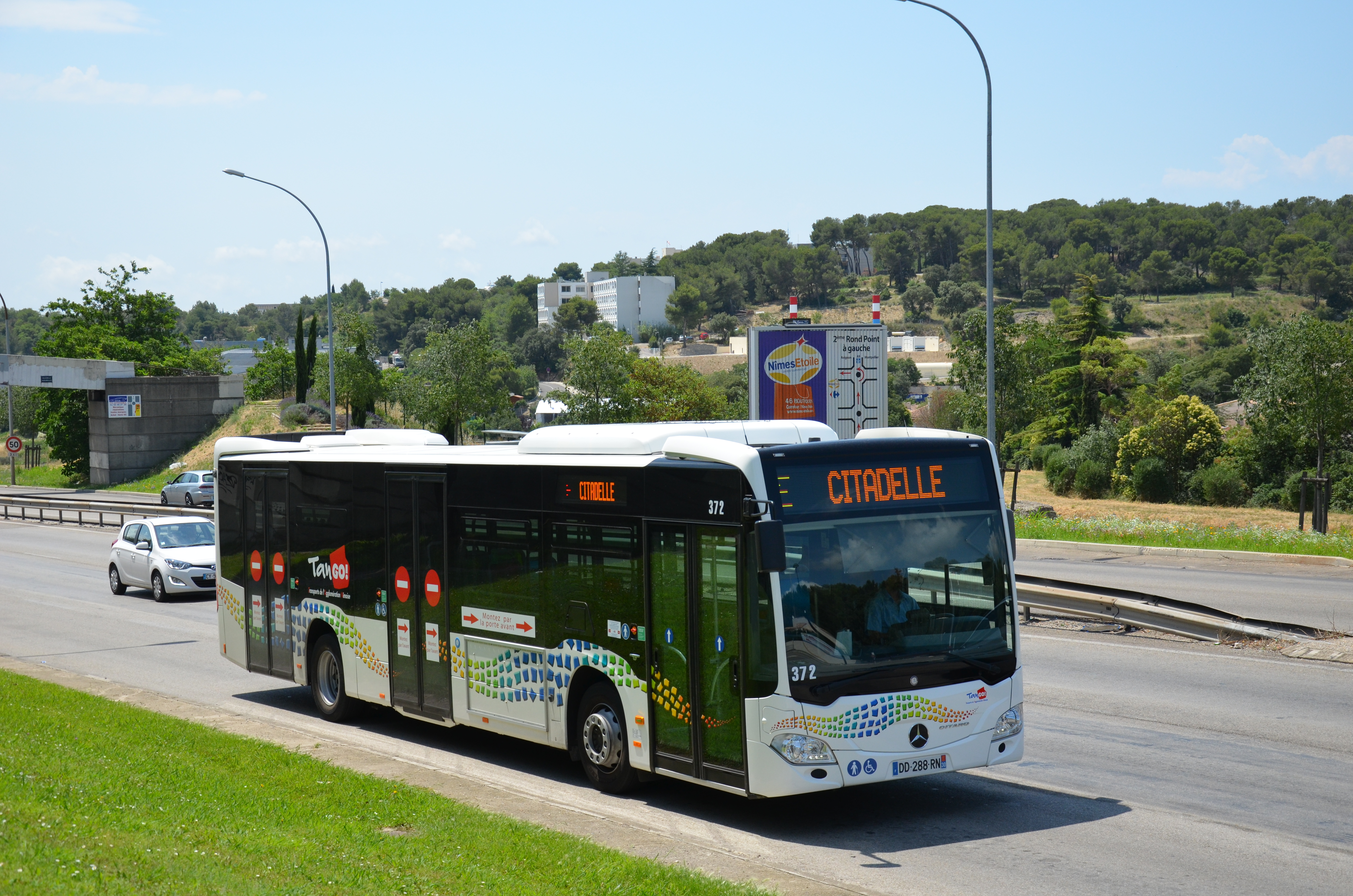
Un Mercedes-Benz Citaro C2 de la ligne E, près de son terminus Romarins.

La ligne en site propre « Tango+ » T1 reliant l'autoroute A 54 aux Arènes est mise en service et la Navette Intervillages 4 est supprimée le 29 septembre 2012. La mise en service de la ligne T1 marque le retour des autobus articulés à Nîmes.
La Citadine Écusson est supprimée le 6 juillet 2013. Le réseau subit de fortes modifications le 2 septembre de la même année : 
- Principalement sur le réseau suburbain régulier :
  - Les lignes L et 16 fusionnent pour former la nouvelle ligne 11, tandis que les lignes 11 et 37 fusionnent pour former la nouvelle ligne 12, qui reprend aussi la desserte de la Bastide de la ligne D ;
  - Les lignes 13 et 15 deviennent respectivement les lignes 21 et 22, la nouvelle ligne 21 ne desservant plus Bezouce ;
  - Les lignes 21 et 22 deviennent respectivement les lignes 32 et 31, la ligne 32 reprend la desserte de la ZAC de Grézan à la ligne G ;
  - La ligne J est prolongée à Bouillargues et remplace la ligne 31 qui est supprimée ;
  - La ligne 34 est scindée en deux lignes 41 desservant Garons et 42 qui dessert St-Gilles ;
  - La ligne 38 devient la ligne 41 ;
  - Les lignes 52 et 53 deviennent respectivement les lignes 51 et 52 ;
  - La navette Intervillages 3 devient la ligne 62 tandis que les navettes 1, 2, 5, 6 et 7 sont purement et simplement supprimées, les lignes périurbaines reprenant les dessertes ;
  - La navette aéroport n'est plus désignée par l'indice 30.
- Aussi sur le réseau suburbain scolaire qui prend le nom « Tempo » :
  - Les trois circuits de la ligne 17 deviennent les lignes 204A à 204C et conservent le nom « Zoobus » ;
  - Les deux circuits de la ligne 18 deviennent les lignes 203A à 203C ;
  - La ligne 25 devient les lignes 212A et 212B ;
  - Les lignes 32 et 33 deviennent les lignes 216 et 217 ;
  - La ligne 35 et ses cinq circuits deviennent les lignes 219, 220 et 222 ;
  - La ligne 36 devient la ligne 221 ;
  - Les lignes 54 à 57 deviennent les lignes 228 à 231 ;
  - Les autres lignes sont soit nouvelles soit issues de renfort scolaire des anciennes lignes périurbaines.
- Mais sur le réseau urbain :
  - La desserte du Mas de Chavidan est modifiée : La ligne G fait terminus dans le quartier, tandis que le trajet de la ligne C est modifié ;
  - La desserte intermittente du terminus Goélands par la ligne E est supprimée ;
  - Les lignes « 7 Collines » sont désormais indicées de 70 à 86 ;
  - Les lignes scolaires « Collégiales » 1 à 10 deviennent les lignes « Tempo » 100 à 115.

### Depuis 2016: nouveau réseau
Le 3 décembre 2016, un nouveau réseau est mis en place. Concomitamment au prolongement de la ligne T1 du BHNS autour de l'Écusson, le nouveau réseau urbain repose sur trois niveaux d'offres.
- La ligne T1 est prolongée pour faire le tour de l'Écusson ;
- La ligne 2 CHU-Caremeau - Citadelle/SMAC Paloma ;
- La ligne 3 Valdegour - Pont de Justice ;
- La ligne 4 Golf/Vacquerolles - Pont de Justice ;
- La ligne 5 CHU-Caremeau - Gare Feuchères ;
- La Ligne 6 Carré Sud - Calvas ;
- La ligne 7 Valmy - Ville Active ;
- La ligne 8 Valdegour - Pont de Justice ;
- La ligne 9 Route d'Alès - Route d'Arles/Bouillargues ;
- La ligne 10 Serre Cavalier - Mas d'Escattes ;
- La ligne 16 Calvas - Ville Active, mise en service le 20 février 2017.

Depuis le 1er janvier 2019, la gestion est confiée à Transdev.

### Juin 2022: nouveau réseau annoncé
Annoncé le 28 juin 2022 sur les réseaux sociaux de Tango, un nouveau réseau est annoncé, pour une mise en place à la rentrée de la même année, le 29 août. L'une des principales annonces est la mise en service du deuxième tronçon de la ligne T2, qui relie désormais l'ouest à l'est, du CHU-Carémeau à Paloma. De nouvelles lignes font leur apparition, comme les lignes T3 et T4, reliant respectivement Valdegour à la gare centrale et Marguerittes à Caissargues, via la gare.

## Le Système d'Aide à l'Exploitation et l'Information Voyageurs
En 2017, Nîmes Métropole a équipé le réseau d'un système d'aide à l'exploitation et à l'information voyageurs (SAEIV) via la solution Navineo de l'entreprise Engie-Ineo.
L'application Moovit, également déployée sur le réseau en 2017, est reliée à ce système et permet aux voyageurs de connaître le temps d'attente avant le prochain passage du bus.

## Le transport en commun en site propre (TCSP)
Le TCSP nîmois est un bus à haut niveau de service (BHNS) à l'image de ceux des agglomérations d'Avignon, Marseille et Limoges qui l’ont déjà réalisé.

### Nouveautés 2022
- Depuis le 29 août 2022, deux nouvelles lignes de Tram’bus T3 et T4 ont été créées. Pour permettre les correspondances, un pôle central a été créé à la station Musée Romanité qui est donc desservie par les lignes T1, T2, T3, T4, 13, 14, 15, 51, 52 et 61.

### Première ligne BHNS T1

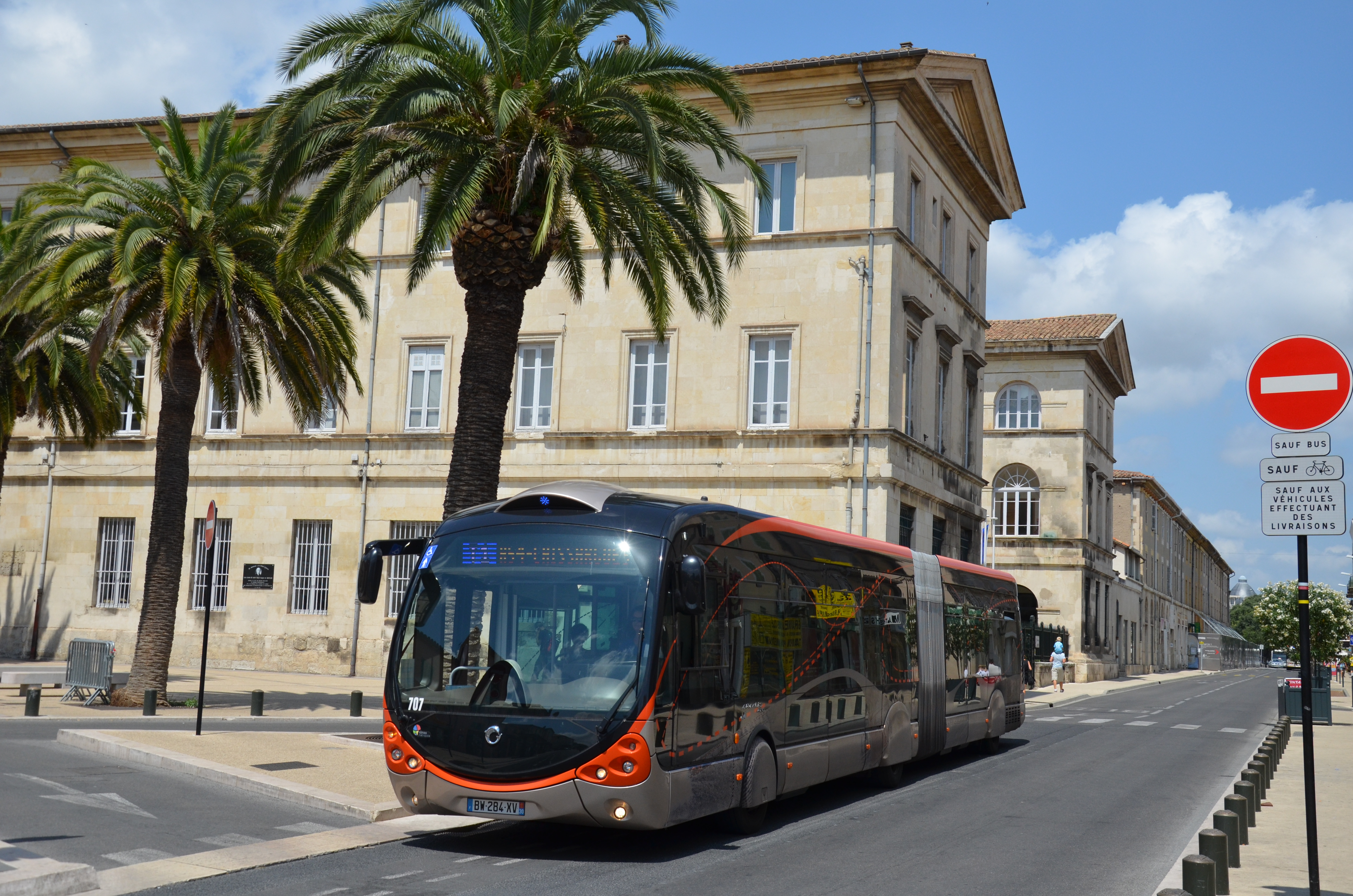
Un bus articulé de la ligne T1, près de l'arrêt Musée Romanité.

Actuellement en service, cette ligne (T1) suit un axe Nord <> Sud mesurant 7,2 kilomètres.
Elle a été mise en service le 29 septembre 2012. Le prolongement de la ligne pour assurer le tour de l'Écusson est mis en service le 3 décembre 2016, accompagné d'une refonte intégrale du réseau urbain. Le prolongement de la ligne vers Caissargues est mis en place le 7 décembre 2019 pour assurer une connexion du "trambus" au sud de Nîmes Métropole.
Son itinéraire débute dans la zone d'activités Euro 2000 (Caissargues) puis dessert la sortie d’autoroute Nîmes Centre de l'autoroute A54, où est implanté un Parc relais (P+R) de 360 places et un autre de 100 places à proximité de la voie urbaine sud (Parnasse) reliant le centre-ville historique, « l'Écusson », suivant le tour des boulevards.
15 stations sont sur l’itinéraire de cette première ligne.
L’environnement de la ligne est identique ou très proche de celui d’un tram, avec une plateforme réservée sur 95 % de l’itinéraire. La requalification urbaine autour de cet axe est du niveau d’un projet tram, avec une reprise de façade à façade sur tous les secteurs traversés. Le projet est en définitive du niveau de la ligne 4 à Nantes (Busway). Seule une voie (300 mètres dans un seul sens) est partagée sur le secteur de la rue de la République qui permet la circulation riveraine et des livraisons. Ce secteur est géré par des feux situés en amont et en aval de la rue afin de gérer les entrées et sorties de voitures sur cette section et faire en sorte que le BHNS ne soit jamais gêné par de la circulation devant lui.
Les stations font 30 mètres de long et le véhicule est guidé en approche par le système de guidage SIEMENS déjà opérationnel sur Rouen de façon à permettre un accostage au plus près du quai (+/- 40 mm). Ces stations disposent des mêmes équipements que celles qu’on peut trouver sur les stations de tram, information dynamique sonore et visuelle en temps réel (un nouveau SAEIV est mis en place) ainsi que tous les équipements billettiques nécessaires (DAT, etc.). Un système billettique sans contact est aussi mis en place.
La vitesse commerciale moyenne est fixée à 20 km/h. Les fréquences sont de 7 min en moyenne (5 min en heure de pointe et 10 min en heures creuses) et l’amplitude de 5 h du matin à 22 h du lundi au samedi et de 7h30 à 21 h le dimanche.
La ligne Nord-sud ne passe pas par la gare centrale ni par la gare routière (les études de fréquentation ont démontré que cela n’était pas nécessaire sur ce corridor). Un pôle d’échange faisant aussi office de seconde gare routière est mis en place sur le secteur du Parnasse desservi par la ligne Nord-Sud. Ce pôle comprend un parking relais, une gare routière et un site réservé aux cars de tourisme et toutes les jonctions nécessaires avec le réseau périurbain.
Il y a une jonction avec la ligne T2 à la station Musée de la Romanité afin de se rendre à la gare en TCSP pour la clientèle en provenance du sud.
Cette ligne de TCSP est exploitée avec des Irisbus Crealis Neo 18, avec des aménagements intérieurs spécifiques.

### Deuxième ligne BHNS
- Après plusieurs années de travaux, la ligne T2 a entièrement été mise en service entre le CHU Caremeau et la salle de concert La Paloma le 29 août 2022. Elle a été inaugurée ce même jour en présence du maire de Nîmes ainsi que des maires des villes de l’agglo, d’un représentant de la préfète, du président de l’agglo, des nombreux personnels de TANGO, des journalistes et des usagers.

Cette ligne traverse Nîmes d’Est en Ouest en moins de 45 min contre actuellement plus d’une heure en voiture et dessert de nombreux quartiers très denses et peuplés. De ce fait, l’agglo prévoit à long terme une fréquentation de 60 000 personnes/jour.

## Lignes du réseau

### Lignes structurantes
| Ligne | Caractéristiques | Caractéristiques                    | Caractéristiques                    | Caractéristiques                    | Caractéristiques                                                           | Caractéristiques                              | Caractéristiques                         | Caractéristiques                    | Caractéristiques                    |
| T1    | « Tram'Bus T1 » | « Tram'Bus T1 »                     | « Tram'Bus T1 »                     | « Tram'Bus T1 »                     | « Tram'Bus T1 »                                                            | « Tram'Bus T1 »                               | « Tram'Bus T1 »                          | « Tram'Bus T1 »                     | « Tram'Bus T1 »                     |
| T1    | Arènes (Nîmes-Centre) ⥋ Caissargues | Arènes (Nîmes-Centre) ⥋ Caissargues | Arènes (Nîmes-Centre) ⥋ Caissargues | Arènes (Nîmes-Centre) ⥋ Caissargues | Arènes (Nîmes-Centre) ⥋ Caissargues                                        | Arènes (Nîmes-Centre) ⥋ Caissargues           | Arènes (Nîmes-Centre) ⥋ Caissargues      | Arènes (Nîmes-Centre) ⥋ Caissargues | Arènes (Nîmes-Centre) ⥋ Caissargues |
| ----- | --- | ----------------------------------- | ----------------------------------- | ----------------------------------- | -------------------------------------------------------------------------- | --------------------------------------------- | ---------------------------------------- | ----------------------------------- | ----------------------------------- |
| T1    | Ouverture / Fermeture 29 septembre 2012 / — | Longueur 9,3 km                     | Durée 23 min                        | Nb. d’arrêts 15                     | Matériel Crealis Neo 18                                                    | Jours de fonctionnement L, Ma, Me, J, V, S, D | Jour / Soir / Nuit / Fêtes O / O / N / O | Voy. / an —                         | Exploitant Keolis Nîmes Métropole   |
| T1    | Desserte : Nîmes et Caissargues - Stations : Arènes • Maison Carrée • Gambetta-Coupole • Porte Auguste • Amiral Courbet • Esplanade T1 • Musée Romanité • Dhuoda • Camargue • Liberté • Nemausa • Costières-Parnasse (P+R) • Mas de Vignolles • A54-Caissargues (P+R) • Caissargues |                                     |                                     |                                     |                                                                            |                                               |                                          |                                     |                                     |
| T1    | Autre : - Ligne de bus à haut niveau de service, voir l'article détaillé : Ligne T1 du bus à haut niveau de service de Nîmes. - Ligne à fréquence de 7 à 10 min de 6h40 à 19h10 et de 15 à 20 min de 5h20 à 6h40 et de 19h10 à 21h30 du lundi au samedi et toutes les 45 min les dimanches et jours fériés. - Certains services tardifs, voire nocturnes sont mis en place en cas d'évènementiels (Festival de Nîmes, Feria, etc.).                        |                                     |                                     |                                     |                                                                            |                                               |                                          |                                     |                                     |
| T1    | Dernière actualisation : — |                                     |                                     |                                     |                                                                            |                                               |                                          |                                     |                                     |
| T2    | « Tram'Bus T2 » | « Tram'Bus T2 »                     | « Tram'Bus T2 »                     | « Tram'Bus T2 »                     | « Tram'Bus T2 »                                                            | « Tram'Bus T2 »                               | « Tram'Bus T2 »                          | « Tram'Bus T2 »                     | « Tram'Bus T2 »                     |
| T2    | CHU-Carémeau ⥋ Paloma |                                     |                                     |                                     |                                                                            |                                               |                                          |                                     |                                     |
| T2    | Ouverture / Fermeture 7 janvier 2020 / — | Longueur 11,5 km                    | Durée 41 min                        | Nb. d’arrêts 25                     | Matériel ExquiCity Mercedes Benz Citaro C2G Irisbus Citelis 18             | Jours de fonctionnement L, Ma, Me, J, V, S, D | Jour / Soir / Nuit / Fêtes O / O / N / O | Voy. / an —                         | Exploitant Keolis Nîmes Métropole   |
| T2    | Desserte : Nîmes - Stations : CHU-Carémeau • Carémeau Nord • Carémeau Sud • Faculté de médecine • Laennec (P+R) • Compagnons • Campus • Porte des Arts • Pissevin • Trait d'Union • Valdegour • Amandiers • Pompidou • Jaurès • Musée Romanité • Esplanade T2 • Gare Feuchères • Route d’Avignon • Chemin bas d’Avignon • Pont de Justice • Mas de Mingue • Paloma                                                                                         |                                     |                                     |                                     |                                                                            |                                               |                                          |                                     |                                     |
| T2    | Autre : - Ligne de bus à haut niveau de service, voir l'article détaillé : Ligne T2 du bus à haut niveau de service de Nîmes. - Ligne à fréquence de 7 à 10 min de 6h40 à 19h10 et de 15 à 20 min de 5h20 à 6h40 et de 19h10 à 21h30 du lundi au samedi et toutes les heures les dimanches et jours fériés. - Certains services tardifs, voire nocturnes sont mis en place en cas d'évènementiels (Festival de Nîmes, Feria, etc.).                        |                                     |                                     |                                     |                                                                            |                                               |                                          |                                     |                                     |
| T2    | Dernière actualisation : — |                                     |                                     |                                     |                                                                            |                                               |                                          |                                     |                                     |
| T3    | « Tram'Bus T3 » | « Tram'Bus T3 »                     | « Tram'Bus T3 »                     | « Tram'Bus T3 »                     | « Tram'Bus T3 »                                                            | « Tram'Bus T3 »                               | « Tram'Bus T3 »                          | « Tram'Bus T3 »                     | « Tram'Bus T3 »                     |
| T3    | Romarins/Galilée ⥋ Gare Feuchères |                                     |                                     |                                     |                                                                            |                                               |                                          |                                     |                                     |
| T3    | Ouverture / Fermeture 29 août 2022 / — | Longueur 5 km                       | Durée 15 min                        | Nb. d’arrêts 13                     | Matériel Mercedes Benz Citaro C2G Iveco Urbanway 12 GNV                    | Jours de fonctionnement L, Ma, Me, J, V, S, D | Jour / Soir / Nuit / Fêtes O / O / N / O | Voy. / an —                         | Exploitant Keolis Nîmes Métropole   |
| T3    | Desserte : Nîmes - Stations : Galilée • Valdegour • Pompidou • Jaurès • Musée Romanité • Esplanade • Gare Feuchères |                                     |                                     |                                     |                                                                            |                                               |                                          |                                     |                                     |
| T3    | Autre : - Ligne à fréquence de 15 min toute la journée de 5h30 à 20h36 en semaine et le samedi et de toutes les 50 min les dimanches et jours fériés. - Certains services tardifs, voire nocturnes sont mis en place en cas d'évènementiels (Festival de Nîmes, Feria, etc.). |                                     |                                     |                                     |                                                                            |                                               |                                          |                                     |                                     |
| T3    | Dernière actualisation : — |                                     |                                     |                                     |                                                                            |                                               |                                          |                                     |                                     |
| T4    | « Tram'Bus T4 » | « Tram'Bus T4 »                     | « Tram'Bus T4 »                     | « Tram'Bus T4 »                     | « Tram'Bus T4 »                                                            | « Tram'Bus T4 »                               | « Tram'Bus T4 »                          | « Tram'Bus T4 »                     | « Tram'Bus T4 »                     |
| T4    | La Glacière (Marguerittes) ⥋ Caissargues |                                     |                                     |                                     |                                                                            |                                               |                                          |                                     |                                     |
| T4    | Ouverture / Fermeture 29 août 2022 / — | Longueur 11 km                      | Durée 45 min                        | Nb. d’arrêts 21                     | Matériel Iveco Urbanway 12 GNV Mercedes Benz Citaro C2G Irisbus Citelis 18 | Jours de fonctionnement L, Ma, Me, J, V, S    | Jour / Soir / Nuit / Fêtes O / O / N / O | Voy. / an —                         | Exploitant Keolis Nîmes Métropole   |
| T4    | Desserte : Marguerittes, Nîmes et Caissargues - Stations : Glacière • Paloma • Pont de Justice • Chemin bas d’Avignon • Route d’Avignon • Gare Feuchères • Esplanade • Musée Romanité • Dhuoda • Camargue • Liberté • Nemausa • Costières-Parnasse (P+R) • Mas de Vignolles • A54-Caissargues (P+R) • Caissargues |                                     |                                     |                                     |                                                                            |                                               |                                          |                                     |                                     |
| T4    | Autre : - Ligne à fréquence de 15 min en heure de pointe et de 30 min le reste de la journée circulant de 5h34 à 20h25 du lundi au vendredi et le samedi toutes les 20 min de 10h à 17h et toutes les 30 min le reste de la journée circulant de 5h34 à 20h24 - Cette ligne renforce la ligne T2 à l’est et la ligne T1 à l’ouest - Certains services tardifs, voire nocturnes, sont mis en place en cas d'évènementiels (Festival de Nîmes, Feria, etc.). |                                     |                                     |                                     |                                                                            |                                               |                                          |                                     |                                     |
| T4    | Dernière actualisation : — |                                     |                                     |                                     |                                                                            |                                               |                                          |                                     |                                     |

### Lignes urbaines
| Ligne | Caractéristiques | Caractéristiques                            | Caractéristiques                            | Caractéristiques                            | Caractéristiques                            | Caractéristiques                              | Caractéristiques                            | Caractéristiques                            | Caractéristiques                                                                     |
| 6     | Carré Sud ⥋ Calvas | Carré Sud ⥋ Calvas                          | Carré Sud ⥋ Calvas                          | Carré Sud ⥋ Calvas                          | Carré Sud ⥋ Calvas                          | Carré Sud ⥋ Calvas                            | Carré Sud ⥋ Calvas                          | Carré Sud ⥋ Calvas                          | Carré Sud ⥋ Calvas                                                                   |
| ----- | --- | ------------------------------------------- | ------------------------------------------- | ------------------------------------------- | ------------------------------------------- | --------------------------------------------- | ------------------------------------------- | ------------------------------------------- | ------------------------------------------------------------------------------------ |
| 6     | Ouverture / Fermeture 3 décembre 2016 / — | Longueur —                                  | Durée 49 min                                | Nb. d’arrêts 31                             | Matériel Standards                          | Jours de fonctionnement L, Ma, Me, J, V, S, D | Jour / Soir / Nuit / Fêtes O / N / N / O    | Voy. / an —                                 | Exploitant Keolis Nîmes Métropole                                                    |
| 6     | Desserte : Nîmes - Principaux arrêts desservis : Calvas • Gazelle • Jean Bouin • Porte Auguste • Gare Feuchères • Bethléem • Carbonnel • Georges Besse • CAF • Mas de Vignolles • Carré Sud |                                             |                                             |                                             |                                             |                                               |                                             |                                             |                                                                                      |
| 6     | Autre : - Depuis le 29 août 2022, la ligne 6 dessert la ZAC Georges Besse en complément de la ligne 7 pour offrir aux nombreux salariés de cette zone une meilleure fréquence et ainsi créer une nouvelle attractivité. - Ligne à fréquence de 15 min de 6h30 à 10h et de 15h à 19h, toutes les 20 min de 5h58 à 6h30 et de 19h à 20h22 du lundi au vendredi, le samedi une fréquence de 30 min de 5h58 à 20h30, les dimanches et jours fériés un bus toutes les heures est assuré de 7h à 20h04. - Pour aller au Centre commercial des Costières ou Carré Sud, il est également possible d'emprunter la ligne T1 ou T4. |                                             |                                             |                                             |                                             |                                               |                                             |                                             |                                                                                      |
| 6     | Dernière actualisation : — |                                             |                                             |                                             |                                             |                                               |                                             |                                             |                                                                                      |
| 7     | Ville Active ⥋ Valmy | Ville Active ⥋ Valmy                        | Ville Active ⥋ Valmy                        | Ville Active ⥋ Valmy                        | Ville Active ⥋ Valmy                        | Ville Active ⥋ Valmy                          | Ville Active ⥋ Valmy                        | Ville Active ⥋ Valmy                        | Ville Active ⥋ Valmy                                                                 |
| 7     | Ouverture / Fermeture 3 décembre 2016 / — | Longueur —                                  | Durée 35 min                                | Nb. d’arrêts 32                             | Matériel Midibus                            | Jours de fonctionnement L, Ma, Me, J, V, S, D | Jour / Soir / Nuit / Fêtes O / N / N / O    | Voy. / an —                                 | Exploitant Keolis Nîmes Métropole                                                    |
| 7     | Desserte : Nîmes - Principaux arrêts desservis : Valmy • Porte d'Alès • Bouquerie • Arènes • Gare Feuchères • Marronniers • Georges Besse 2 • Costières-Parnasse • Parc des Loisirs • Ville Active |                                             |                                             |                                             |                                             |                                               |                                             |                                             |                                                                                      |
| 7     | Autre : - Ligne à fréquence d’environ 20 min du lundi au vendredi de 6h30 à 20h15, de toutes les 30 min le samedi de 6h30 à 20h14, les dimanches et jours fériés, un bus toutes les 1h30 est assuré de 7h19 à 20h. |                                             |                                             |                                             |                                             |                                               |                                             |                                             |                                                                                      |
| 7     | Dernière actualisation : — |                                             |                                             |                                             |                                             |                                               |                                             |                                             |                                                                                      |
| 8     | Galilée ⥋ Pont de Justice | Galilée ⥋ Pont de Justice                   | Galilée ⥋ Pont de Justice                   | Galilée ⥋ Pont de Justice                   | Galilée ⥋ Pont de Justice                   | Galilée ⥋ Pont de Justice                     | Galilée ⥋ Pont de Justice                   | Galilée ⥋ Pont de Justice                   | Galilée ⥋ Pont de Justice                                                            |
| 8     | Ouverture / Fermeture 3 décembre 2016 / — | Longueur —                                  | Durée 46 min                                | Nb. d’arrêts 31                             | Matériel Standards                          | Jours de fonctionnement L, Ma, Me, J, V, S    | Jour / Soir / Nuit / Fêtes O / N / N / N    | Voy. / an —                                 | Exploitant Keolis Nîmes Métropole                                                    |
| 8     | Desserte : Nîmes - Principaux arrêts desservis : Valdegour • Newton • Utrillo • Pissevin • Porte des Arts • Ville Active • Mas de Vignolles • CAF • Pierre Mendès-France • Schuman • Saint-Dominique • Pont de Justice |                                             |                                             |                                             |                                             |                                               |                                             |                                             |                                                                                      |
| 8     | Autre : - Depuis le 29 août 2022, la ligne 8 passe dorénavant par la rue d’Utrillo pour remplacer la ligne 3. - Ligne à fréquence d’environ 30 min du lundi au samedi de 6h25 à 20h06. |                                             |                                             |                                             |                                             |                                               |                                             |                                             |                                                                                      |
| 8     | Dernière actualisation : — |                                             |                                             |                                             |                                             |                                               |                                             |                                             |                                                                                      |
| 9     | Route d'Alès ⥋ Route d'Arles / Bouillargues | Route d'Alès ⥋ Route d'Arles / Bouillargues | Route d'Alès ⥋ Route d'Arles / Bouillargues | Route d'Alès ⥋ Route d'Arles / Bouillargues | Route d'Alès ⥋ Route d'Arles / Bouillargues | Route d'Alès ⥋ Route d'Arles / Bouillargues   | Route d'Alès ⥋ Route d'Arles / Bouillargues | Route d'Alès ⥋ Route d'Arles / Bouillargues | Route d'Alès ⥋ Route d'Arles / Bouillargues                                          |
| 9     | Ouverture / Fermeture 3 décembre 2016 / — | Longueur —                                  | Durée 30/45 min                             | Nb. d’arrêts 28/38                          | Matériel Standards                          | Jours de fonctionnement L, Ma, Me, J, V, S, D | Jour / Soir / Nuit / Fêtes O / N / N / O    | Voy. / an —                                 | Exploitant Keolis Nîmes Métropole                                                    |
| 9     | Desserte : Nîmes et Bouillargues - Principaux arrêts desservis : Route d'Alès • 9 Arcades • Maison de Santé • Arènes • Esplanade • Gare Feuchères • Nemausus • Narvick • Route d'Arles • La Source |                                             |                                             |                                             |                                             |                                               |                                             |                                             |                                                                                      |
| 9     | Autre : - Le dimanche cette ligne a pour terminus l’arrêt Gare Feuchères. Elle fait uniquement l’itinéraire compris entre la Route d'Alès et la Gare Feuchères à une fréquence d’environ 1h45 de 6h37 à 20h34. - Du lundi au samedi, la ligne 9 circule avec une fréquence en moyenne de 25 min de 5h52 à 20h13. - L'exploitation est sous-traitée durant les vacances scolaires. |                                             |                                             |                                             |                                             |                                               |                                             |                                             |                                                                                      |
| 9     | Dernière actualisation : — |                                             |                                             |                                             |                                             |                                               |                                             |                                             |                                                                                      |
| 10    | Mas d'Escattes ⥋ Gare Feuchères | Mas d'Escattes ⥋ Gare Feuchères             | Mas d'Escattes ⥋ Gare Feuchères             | Mas d'Escattes ⥋ Gare Feuchères             | Mas d'Escattes ⥋ Gare Feuchères             | Mas d'Escattes ⥋ Gare Feuchères               | Mas d'Escattes ⥋ Gare Feuchères             | Mas d'Escattes ⥋ Gare Feuchères             | Mas d'Escattes ⥋ Gare Feuchères                                                      |
| 10    | Ouverture / Fermeture 3 décembre 2016 / — | Longueur —                                  | Durée 27 min                                | Nb. d’arrêts 23                             | Matériel Standards                          | Jours de fonctionnement L, Ma, Me, J, V, S, D | Jour / Soir / Nuit / Fêtes O / N / N / O    | Voy. / an —                                 | Exploitant Keolis Nîmes Métropole Ginhoux Voyages (sur certains horaires)            |
| 10    | Desserte : Nîmes - Principaux arrêts desservis : Mas d'Escattes • Pont de Courbessac • Citadelle • Serre Paradis • Franciscaines • Doumergue • Mont Duplan • Gambetta - Coupole • Arènes • Esplanade • Gare Feuchères |                                             |                                             |                                             |                                             |                                               |                                             |                                             |                                                                                      |
| 10    | Autre : - Depuis le 29 août 2022, la ligne 10 effectue maintenant son terminus à la Gare Feuchères, son ancien itinéraire entre la gare et Serre Cavalier a été repris par la ligne 16. - Ligne à fréquence de 15 min du lundi au vendredi de 6h28 à 20h34, de 20 min le samedi de 6h28 à 20h34 et d’environ 1h45 le dimanche de 7h33 à 19h38. |                                             |                                             |                                             |                                             |                                               |                                             |                                             |                                                                                      |
| 10    | Dernière actualisation : — |                                             |                                             |                                             |                                             |                                               |                                             |                                             |                                                                                      |
| 11    | Jeu de Ballon (Bernis) ⥋ Gare Triaire | Jeu de Ballon (Bernis) ⥋ Gare Triaire       | Jeu de Ballon (Bernis) ⥋ Gare Triaire       | Jeu de Ballon (Bernis) ⥋ Gare Triaire       | Jeu de Ballon (Bernis) ⥋ Gare Triaire       | Jeu de Ballon (Bernis) ⥋ Gare Triaire         | Jeu de Ballon (Bernis) ⥋ Gare Triaire       | Jeu de Ballon (Bernis) ⥋ Gare Triaire       | Jeu de Ballon (Bernis) ⥋ Gare Triaire                                                |
| 11    | Ouverture / Fermeture 3 décembre 2016 / — | Longueur —                                  | Durée 34 min                                | Nb. d’arrêts 26                             | Matériel Standards                          | Jours de fonctionnement L, Ma, Me, J, V, S    | Jour / Soir / Nuit / Fêtes O / N / N / O    | Voy. / an —                                 | Exploitant Keolis Nîmes Métropole Cars Metropolitains Nimois (sur certains horaires) |
| 11    | Desserte : Nîmes,Milhaud, Bernis - Principaux arrêts desservis : Jeu de Ballon • Centre Commercial (Bernis)• Mas Rosiers • Ccial Nîmes Étoile • Chambre des Métiers • Maréchal Juin • Hemingway • Camargue • Gare Feuchères |                                             |                                             |                                             |                                             |                                               |                                             |                                             |                                                                                      |
| 11    | Autre : - Depuis le 29 août 2022, la ligne 11 effectue maintenant son terminus à la Gare Triaire son ancien itinéraire entre la gare et Marguerittes est repris par la ligne T4. - Entre la Gare et Mas Rosiers, la ligne 11 est renforcée par la ligne 13. - Ligne à fréquence d’environ 30 min du lundi au vendredi de 6h02 à 20h02 et le samedi, un service toutes les heures est assuré de 6h02 à 20h02. |                                             |                                             |                                             |                                             |                                               |                                             |                                             |                                                                                      |
| 11    | Dernière actualisation : — |                                             |                                             |                                             |                                             |                                               |                                             |                                             |                                                                                      |
| 13    | Mas Rosiers ⥋ Gare Feuchères | Mas Rosiers ⥋ Gare Feuchères                | Mas Rosiers ⥋ Gare Feuchères                | Mas Rosiers ⥋ Gare Feuchères                | Mas Rosiers ⥋ Gare Feuchères                | Mas Rosiers ⥋ Gare Feuchères                  | Mas Rosiers ⥋ Gare Feuchères                | Mas Rosiers ⥋ Gare Feuchères                | Mas Rosiers ⥋ Gare Feuchères                                                         |
| 13    | Ouverture / Fermeture 29 août 2022 / — | Longueur —                                  | Durée 21 min                                | Nb. d’arrêts 14                             | Matériel Standards                          | Jours de fonctionnement L, Ma, Me, J, V, S, D | Jour / Soir / Nuit / Fêtes O / N / N / N    | Voy. / an —                                 | Exploitant Cars Métropolitains Nîmois                                                |
| 13    | Desserte : Nîmes - Principaux arrêts desservis : Mas Rosiers • ZAE KM DELTA • Ccial Nîmes Étoile • Chambre des Métiers • Maréchal Juin • Hemingway • Camargue • Dhuoda • Musée Romanité • Esplanade • Gare Feuchères |                                             |                                             |                                             |                                             |                                               |                                             |                                             |                                                                                      |
| 13    | Autre : - Créée le 29 août 2022, la ligne 13 permet une meilleure desserte des nombreux emplois de la ZAE KM DELTA et aux commerces du Mas Rosiers en complément de la ligne 11. - Ligne à fréquence de 30 min du lundi au vendredi de 6h à 20h, de toutes les heures le samedi de 5h43 à 19h43 et les dimanches et jours fériés toutes les heures de 7h34 à 19h34. |                                             |                                             |                                             |                                             |                                               |                                             |                                             |                                                                                      |
| 13    | Dernière actualisation : — |                                             |                                             |                                             |                                             |                                               |                                             |                                             |                                                                                      |
| 14    | Pont de Justice ⥋ Vacquerolles Golf | Pont de Justice ⥋ Vacquerolles Golf         | Pont de Justice ⥋ Vacquerolles Golf         | Pont de Justice ⥋ Vacquerolles Golf         | Pont de Justice ⥋ Vacquerolles Golf         | Pont de Justice ⥋ Vacquerolles Golf           | Pont de Justice ⥋ Vacquerolles Golf         | Pont de Justice ⥋ Vacquerolles Golf         | Pont de Justice ⥋ Vacquerolles Golf                                                  |
| 14    | Ouverture / Fermeture 29 août 2022 / — | Longueur —                                  | Durée 45 min                                | Nb. d’arrêts 40                             | Matériel Standards                          | Jours de fonctionnement L, Ma, Me, J, V, S, D | Jour / Soir / Nuit / Fêtes O / N / N / N    | Voy. / an —                                 | Exploitant Keolis Nîmes Métropole                                                    |
| 14    | Desserte : Nîmes - Principaux arrêts desservis : Pont de Justice • Centre Pénitentiaire • Leclerc Chalvidan • AFPA • Route de Beaucaire • Talabot • Gare Feuchères • Esplanade • Arènes • Maison Carré • Jardins de la Fontaine • Chemin de Valdegour • Castanet • Vacquerolles-Golf |                                             |                                             |                                             |                                             |                                               |                                             |                                             |                                                                                      |
| 14    | Autre : - Créée le 29 août 2022, la ligne 14 reprend l’itinéraire de l’ancienne ligne 4. - Ligne à fréquence d’environ 15 min du lundi au vendredi de 6h à 20h34, de toutes les 20 min le samedi de 6h à 20h36 et les dimanches et jours fériés environ toutes les 1h30 de 7h à 19h47. |                                             |                                             |                                             |                                             |                                               |                                             |                                             |                                                                                      |
| 14    | Dernière actualisation : — |                                             |                                             |                                             |                                             |                                               |                                             |                                             |                                                                                      |
| 15    | Laennec ⥋ Pont de Justice | Laennec ⥋ Pont de Justice                   | Laennec ⥋ Pont de Justice                   | Laennec ⥋ Pont de Justice                   | Laennec ⥋ Pont de Justice                   | Laennec ⥋ Pont de Justice                     | Laennec ⥋ Pont de Justice                   | Laennec ⥋ Pont de Justice                   | Laennec ⥋ Pont de Justice                                                            |
| 15    | Ouverture / Fermeture 29 août 2022 / — | Longueur —                                  | Durée 46 min                                | Nb. d’arrêts 36                             | Matériel Standards                          | Jours de fonctionnement L, Ma, Me, J, V, S, D | Jour / Soir / Nuit / Fêtes O / N / N / N    | Voy. / an —                                 | Exploitant Keolis Nîmes Métropole                                                    |
| 15    | Desserte : Nîmes - Principaux arrêts desservis : Laennec • Mas Roman • St Césaire • IUT • Pissevin • Les Iris • Puech du Teil • Dhuoda • Musée Romanité • Esplanade • Gare Feuchères • Talabot • Painlevé • Les Oliviers • Schuman • Pont de Justice |                                             |                                             |                                             |                                             |                                               |                                             |                                             |                                                                                      |
| 15    | Autre : - Créée le 29 août 2022, la ligne 15 reprend l’itinéraire de l’ancienne ligne 5 et de l’ancienne ligne 3. - Ligne à fréquence d’environ 15 min du lundi au vendredi de 5h52 à 20h20, de toutes les 30 min le samedi de 5h40 à 20h30 et les dimanches et jours fériés environ toutes les heures de 7h à 20h07. |                                             |                                             |                                             |                                             |                                               |                                             |                                             |                                                                                      |
| 15    | Dernière actualisation : — |                                             |                                             |                                             |                                             |                                               |                                             |                                             |                                                                                      |
| 16    | Serre Cavalier ⥋ Ville Active | Serre Cavalier ⥋ Ville Active               | Serre Cavalier ⥋ Ville Active               | Serre Cavalier ⥋ Ville Active               | Serre Cavalier ⥋ Ville Active               | Serre Cavalier ⥋ Ville Active                 | Serre Cavalier ⥋ Ville Active               | Serre Cavalier ⥋ Ville Active               | Serre Cavalier ⥋ Ville Active                                                        |
| 16    | Ouverture / Fermeture 20 février 2017 / — | Longueur —                                  | Durée 41 min                                | Nb. d’arrêts 36                             | Matériel Midibus                            | Jours de fonctionnement L, Ma, Me, J, V, S    | Jour / Soir / Nuit / Fêtes O / N / N / N    | Voy. / an —                                 | Exploitant Keolis Nîmes Métropole                                                    |
| 16    | Desserte : Nîmes - Principaux arrêts desservis : Serre Cavalier • Franciscaines • Jean Bouin • Mont Duplan • Gambetta - Coupole • Maison Carré • Jules Guesde • Jaurès • Hemingway • Capouchiné • Parc des Loisirs • Ville active |                                             |                                             |                                             |                                             |                                               |                                             |                                             |                                                                                      |
| 16    | Autre : - Depuis le 29 août 2022, la ligne 16 effectue son terminus à Serre Cavalier en remplacement de la ligne 10. - Ligne à fréquence de 25 min du lundi au samedi de 6h26 et 20h05. |                                             |                                             |                                             |                                             |                                               |                                             |                                             |                                                                                      |
| 16    | Dernière actualisation : — |                                             |                                             |                                             |                                             |                                               |                                             |                                             |                                                                                      |

### Lignes de Proximité
Ces lignes assurent la desserte des mazets isolés de Nîmes, peu urbanisés, et assurent le rabattement vers les lignes régulières.
| Ligne | Caractéristiques | Caractéristiques                           | Caractéristiques                           | Caractéristiques                           | Caractéristiques                           | Caractéristiques                                                     | Caractéristiques                           | Caractéristiques                           | Caractéristiques                           |
| 70    | Hauts de Nîmes ⥋ Jaurès | Hauts de Nîmes ⥋ Jaurès                    | Hauts de Nîmes ⥋ Jaurès                    | Hauts de Nîmes ⥋ Jaurès                    | Hauts de Nîmes ⥋ Jaurès                    | Hauts de Nîmes ⥋ Jaurès                                              | Hauts de Nîmes ⥋ Jaurès                    | Hauts de Nîmes ⥋ Jaurès                    | Hauts de Nîmes ⥋ Jaurès                    |
| ----- | --- | ------------------------------------------ | ------------------------------------------ | ------------------------------------------ | ------------------------------------------ | -------------------------------------------------------------------- | ------------------------------------------ | ------------------------------------------ | ------------------------------------------ |
| 70    | Ouverture / Fermeture 2 septembre 2013 / —                                                                                                   | Longueur 7,1 km                            | Durée 25 min                               | Nb. d’arrêts 19                            | Matériel Bluebus 6m ou Heuliez GX127L Taxi | Jours de fonctionnement Du lundi au samedi, le dimanche sur commande | Jour / Soir / Nuit / Fêtes O / N / N / O   | Voy. / an —                                | Exploitant Keolis Nîmes Métropole          |
| 70    | Desserte : Nîmes - Principaux arrêts desservis : Hauts de Nîmes • Jaurès • Ancienne route d’Alès                                             |                                            |                                            |                                            |                                            |                                                                      |                                            |                                            |                                            |
| 70    | Autre : Certains services sont assurés sur commande. Les services en heures pleines peuvent être assurés par d’autres véhicules plus grands. |                                            |                                            |                                            |                                            |                                                                      |                                            |                                            |                                            |
| 70    | Dernière actualisation : — |                                            |                                            |                                            |                                            |                                                                      |                                            |                                            |                                            |
| 71    | Bouquerie ⥋ Antiquailles | Bouquerie ⥋ Antiquailles                   | Bouquerie ⥋ Antiquailles                   | Bouquerie ⥋ Antiquailles                   | Bouquerie ⥋ Antiquailles                   | Bouquerie ⥋ Antiquailles                                             | Bouquerie ⥋ Antiquailles                   | Bouquerie ⥋ Antiquailles                   | Bouquerie ⥋ Antiquailles                   |
| 71    | Ouverture / Fermeture 2 septembre 2013 / —                                                                                                   | Longueur —                                 | Durée 25 min                               | Nb. d’arrêts 21                            | Matériel Taxi Minibus                      | Jours de fonctionnement L, Ma, Me, J, V, S                           | Jour / Soir / Nuit / Fêtes O / N / N / N   | Voy. / an —                                | Exploitant Ginhoux Voyages                 |
| 71    | Desserte : Nîmes - Principaux arrêts desservis : Bouquerie • Antiquailles                                                                    |                                            |                                            |                                            |                                            |                                                                      |                                            |                                            |                                            |
| 71    | Autre : Certains services sont assurés sur commande en taxi.                                                                                 |                                            |                                            |                                            |                                            |                                                                      |                                            |                                            |                                            |
| 71    | Dernière actualisation : — |                                            |                                            |                                            |                                            |                                                                      |                                            |                                            |                                            |
| 72    | Massillan ⥋ Daguet | Massillan ⥋ Daguet                         | Massillan ⥋ Daguet                         | Massillan ⥋ Daguet                         | Massillan ⥋ Daguet                         | Massillan ⥋ Daguet                                                   | Massillan ⥋ Daguet                         | Massillan ⥋ Daguet                         | Massillan ⥋ Daguet                         |
| 72    | Ouverture / Fermeture 2 septembre 2013 / —                                                                                                   | Longueur —                                 | Durée 22 min                               | Nb. d’arrêts 19                            | Matériel Taxi Minibus                      | Jours de fonctionnement L, Ma, Me, J, V, S                           | Jour / Soir / Nuit / Fêtes O / N / N / N   | Voy. / an —                                | Exploitant Ginhoux Voyages                 |
| 72    | Desserte : Nîmes - Principaux arrêts desservis : Massillan • Daguet                                                                          |                                            |                                            |                                            |                                            |                                                                      |                                            |                                            |                                            |
| 72    | Autre : Certains services sont assurés sur commande en taxi.                                                                                 |                                            |                                            |                                            |                                            |                                                                      |                                            |                                            |                                            |
| 72    | Dernière actualisation : — |                                            |                                            |                                            |                                            |                                                                      |                                            |                                            |                                            |
| 73    | Mas Michel ⥋ Daguet | Mas Michel ⥋ Daguet                        | Mas Michel ⥋ Daguet                        | Mas Michel ⥋ Daguet                        | Mas Michel ⥋ Daguet                        | Mas Michel ⥋ Daguet                                                  | Mas Michel ⥋ Daguet                        | Mas Michel ⥋ Daguet                        | Mas Michel ⥋ Daguet                        |
| 73    | Ouverture / Fermeture 2 septembre 2013 / —                                                                                                   | Longueur —                                 | Durée 20 min                               | Nb. d’arrêts 15                            | Matériel Taxi Minibus                      | Jours de fonctionnement L, Ma, Me, J, V, S                           | Jour / Soir / Nuit / Fêtes O / N / N / N   | Voy. / an —                                | Exploitant Ginhoux Voyages                 |
| 73    | Desserte : Nîmes - Principaux arrêts desservis : Mas Michel • Daguet                                                                         |                                            |                                            |                                            |                                            |                                                                      |                                            |                                            |                                            |
| 73    | Autre : Certains services sont assurés sur commande en taxi.                                                                                 |                                            |                                            |                                            |                                            |                                                                      |                                            |                                            |                                            |
| 73    | Dernière actualisation : — |                                            |                                            |                                            |                                            |                                                                      |                                            |                                            |                                            |
| 74    | Goélands ⥋ Fac de Médecine | Goélands ⥋ Fac de Médecine                 | Goélands ⥋ Fac de Médecine                 | Goélands ⥋ Fac de Médecine                 | Goélands ⥋ Fac de Médecine                 | Goélands ⥋ Fac de Médecine                                           | Goélands ⥋ Fac de Médecine                 | Goélands ⥋ Fac de Médecine                 | Goélands ⥋ Fac de Médecine                 |
| 74    | Ouverture / Fermeture 2 septembre 2013 / —                                                                                                   | Longueur —                                 | Durée 15 min                               | Nb. d’arrêts 17                            | Matériel Taxi Minibus                      | Jours de fonctionnement L, Ma, Me, J, V, S                           | Jour / Soir / Nuit / Fêtes O / N / N / N   | Voy. / an —                                | Exploitant Ginhoux Voyages                 |
| 74    | Desserte : Nîmes - Principaux arrêts desservis : Goélands • Fac de Médecine                                                                  |                                            |                                            |                                            |                                            |                                                                      |                                            |                                            |                                            |
| 74    | Autre : Certains services sont assurés sur commande.                                                                                         |                                            |                                            |                                            |                                            |                                                                      |                                            |                                            |                                            |
| 74    | Dernière actualisation : — |                                            |                                            |                                            |                                            |                                                                      |                                            |                                            |                                            |
| 75    | Bas de Tholozan ⥋ Bouquerie | Bas de Tholozan ⥋ Bouquerie                | Bas de Tholozan ⥋ Bouquerie                | Bas de Tholozan ⥋ Bouquerie                | Bas de Tholozan ⥋ Bouquerie                | Bas de Tholozan ⥋ Bouquerie                                          | Bas de Tholozan ⥋ Bouquerie                | Bas de Tholozan ⥋ Bouquerie                | Bas de Tholozan ⥋ Bouquerie                |
| 75    | Ouverture / Fermeture 2 septembre 2013 / —                                                                                                   | Longueur —                                 | Durée 25 min                               | Nb. d’arrêts 20                            | Matériel Taxi Minibus                      | Jours de fonctionnement L, Ma, Me, J, V, S                           | Jour / Soir / Nuit / Fêtes O / N / N / N   | Voy. / an —                                | Exploitant Ginhoux Voyages                 |
| 75    | Desserte : Nîmes - Principaux arrêts desservis : Bas de Tholozan • Bouquerie                                                                 |                                            |                                            |                                            |                                            |                                                                      |                                            |                                            |                                            |
| 75    | Autre : Certains services sont assurés sur commande.                                                                                         |                                            |                                            |                                            |                                            |                                                                      |                                            |                                            |                                            |
| 75    | Dernière actualisation : — |                                            |                                            |                                            |                                            |                                                                      |                                            |                                            |                                            |
| 76    | Costières-Parnasse ⥋ Gare Triaire | Costières-Parnasse ⥋ Gare Triaire          | Costières-Parnasse ⥋ Gare Triaire          | Costières-Parnasse ⥋ Gare Triaire          | Costières-Parnasse ⥋ Gare Triaire          | Costières-Parnasse ⥋ Gare Triaire                                    | Costières-Parnasse ⥋ Gare Triaire          | Costières-Parnasse ⥋ Gare Triaire          | Costières-Parnasse ⥋ Gare Triaire          |
| 76    | Ouverture / Fermeture 2 septembre 2013 / —                                                                                                   | Longueur —                                 | Durée 15 min                               | Nb. d’arrêts 10                            | Matériel Taxi Minibus                      | Jours de fonctionnement L, Ma, Me, J, V, S                           | Jour / Soir / Nuit / Fêtes O / N / N / N   | Voy. / an —                                | Exploitant Ginhoux Voyages                 |
| 76    | Desserte : Nîmes - Principaux arrêts desservis : Chemin du Bachas • Gare                                                                     |                                            |                                            |                                            |                                            |                                                                      |                                            |                                            |                                            |
| 76    | Autre : Certains services sont assurés sur commande.                                                                                         |                                            |                                            |                                            |                                            |                                                                      |                                            |                                            |                                            |
| 76    | Dernière actualisation : — |                                            |                                            |                                            |                                            |                                                                      |                                            |                                            |                                            |
| 77    | Montaury ⥋ Jaurès | Montaury ⥋ Jaurès                          | Montaury ⥋ Jaurès                          | Montaury ⥋ Jaurès                          | Montaury ⥋ Jaurès                          | Montaury ⥋ Jaurès                                                    | Montaury ⥋ Jaurès                          | Montaury ⥋ Jaurès                          | Montaury ⥋ Jaurès                          |
| 77    | Ouverture / Fermeture 2 septembre 2013 / —                                                                                                   | Longueur —                                 | Durée 15 min                               | Nb. d’arrêts 6                             | Matériel Taxi Minibus                      | Jours de fonctionnement L, Ma, Me, J, V, S                           | Jour / Soir / Nuit / Fêtes O / N / N / N   | Voy. / an —                                | Exploitant Ginhoux Voyages                 |
| 77    | Desserte : Nîmes - Principaux arrêts desservis : Montaury • Jaurès                                                                           |                                            |                                            |                                            |                                            |                                                                      |                                            |                                            |                                            |
| 77    | Autre : Sur commande uniquement. |                                            |                                            |                                            |                                            |                                                                      |                                            |                                            |                                            |
| 77    | Dernière actualisation : — |                                            |                                            |                                            |                                            |                                                                      |                                            |                                            |                                            |
| 78    | Camplanier ⥋ Jaurès | Camplanier ⥋ Jaurès                        | Camplanier ⥋ Jaurès                        | Camplanier ⥋ Jaurès                        | Camplanier ⥋ Jaurès                        | Camplanier ⥋ Jaurès                                                  | Camplanier ⥋ Jaurès                        | Camplanier ⥋ Jaurès                        | Camplanier ⥋ Jaurès                        |
| 78    | Ouverture / Fermeture 2 septembre 2013 / —                                                                                                   | Longueur —                                 | Durée 10 min                               | Nb. d’arrêts 8                             | Matériel Taxi Minibus                      | Jours de fonctionnement L, Ma, Me, J, V, S                           | Jour / Soir / Nuit / Fêtes O / N / N / N   | Voy. / an —                                | Exploitant Ginhoux Voyages                 |
| 78    | Desserte : Nîmes - Principaux arrêts desservis : Camplanier • Jaurès                                                                         |                                            |                                            |                                            |                                            |                                                                      |                                            |                                            |                                            |
| 78    | Autre : Certains services sont assurés sur commande.                                                                                         |                                            |                                            |                                            |                                            |                                                                      |                                            |                                            |                                            |
| 78    | Dernière actualisation : — |                                            |                                            |                                            |                                            |                                                                      |                                            |                                            |                                            |
| 79    | Collines aux Grives ⥋ Mireille de la Crau | Collines aux Grives ⥋ Mireille de la Crau  | Collines aux Grives ⥋ Mireille de la Crau  | Collines aux Grives ⥋ Mireille de la Crau  | Collines aux Grives ⥋ Mireille de la Crau  | Collines aux Grives ⥋ Mireille de la Crau                            | Collines aux Grives ⥋ Mireille de la Crau  | Collines aux Grives ⥋ Mireille de la Crau  | Collines aux Grives ⥋ Mireille de la Crau  |
| 79    | Ouverture / Fermeture 2 septembre 2013 / —                                                                                                   | Longueur —                                 | Durée 12 min                               | Nb. d’arrêts 6                             | Matériel Taxi Minibus                      | Jours de fonctionnement L, Ma, Me, J, V, S                           | Jour / Soir / Nuit / Fêtes O / N / N / N   | Voy. / an —                                | Exploitant Ginhoux Voyages                 |
| 79    | Desserte : Nîmes - Principaux arrêts desservis : Collines aux Grives • Mireille de la Crau                                                   |                                            |                                            |                                            |                                            |                                                                      |                                            |                                            |                                            |
| 79    | Autre : Certains services sont assurés sur commande en semaine, tous les services le samedi.                                                 |                                            |                                            |                                            |                                            |                                                                      |                                            |                                            |                                            |
| 79    | Dernière actualisation : — |                                            |                                            |                                            |                                            |                                                                      |                                            |                                            |                                            |
| 80    | (Circulaire) Paratonnerre ⥋ via Préfecture                                                                                                   | (Circulaire) Paratonnerre ⥋ via Préfecture | (Circulaire) Paratonnerre ⥋ via Préfecture | (Circulaire) Paratonnerre ⥋ via Préfecture | (Circulaire) Paratonnerre ⥋ via Préfecture | (Circulaire) Paratonnerre ⥋ via Préfecture                           | (Circulaire) Paratonnerre ⥋ via Préfecture | (Circulaire) Paratonnerre ⥋ via Préfecture | (Circulaire) Paratonnerre ⥋ via Préfecture |
| 80    | Ouverture / Fermeture 2 septembre 2013 / —                                                                                                   | Longueur —                                 | Durée 11 min                               | Nb. d’arrêts 9                             | Matériel Taxi Minibus                      | Jours de fonctionnement L, Ma, Me, J, V, S                           | Jour / Soir / Nuit / Fêtes O / N / N / N   | Voy. / an —                                | Exploitant Ginhoux Voyages                 |
| 80    | Desserte : Nîmes - Principaux arrêts desservis : Paratonnerre                                                                                |                                            |                                            |                                            |                                            |                                                                      |                                            |                                            |                                            |
| 80    | Autre : Certains services sont assurés sur commande.                                                                                         |                                            |                                            |                                            |                                            |                                                                      |                                            |                                            |                                            |
| 80    | Dernière actualisation : — |                                            |                                            |                                            |                                            |                                                                      |                                            |                                            |                                            |
| 82    | Mas de Lauze ⥋ Trait d'Union | Mas de Lauze ⥋ Trait d'Union               | Mas de Lauze ⥋ Trait d'Union               | Mas de Lauze ⥋ Trait d'Union               | Mas de Lauze ⥋ Trait d'Union               | Mas de Lauze ⥋ Trait d'Union                                         | Mas de Lauze ⥋ Trait d'Union               | Mas de Lauze ⥋ Trait d'Union               | Mas de Lauze ⥋ Trait d'Union               |
| 82    | Ouverture / Fermeture 2 septembre 2013 / —                                                                                                   | Longueur —                                 | Durée 15 min                               | Nb. d’arrêts 8                             | Matériel Taxi Minibus                      | Jours de fonctionnement L, Ma, Me, J, V, S                           | Jour / Soir / Nuit / Fêtes O / N / N / N   | Voy. / an —                                | Exploitant Ginhoux Voyages                 |
| 82    | Desserte : Nîmes - Principaux arrêts desservis : Mas de Lauze • Trait d'Union                                                                |                                            |                                            |                                            |                                            |                                                                      |                                            |                                            |                                            |
| 82    | Autre : Certains services sont assurés sur commande.                                                                                         |                                            |                                            |                                            |                                            |                                                                      |                                            |                                            |                                            |
| 82    | Dernière actualisation : — |                                            |                                            |                                            |                                            |                                                                      |                                            |                                            |                                            |
| 83    | Chemin de la Calmette ⥋ Citadelle | Chemin de la Calmette ⥋ Citadelle          | Chemin de la Calmette ⥋ Citadelle          | Chemin de la Calmette ⥋ Citadelle          | Chemin de la Calmette ⥋ Citadelle          | Chemin de la Calmette ⥋ Citadelle                                    | Chemin de la Calmette ⥋ Citadelle          | Chemin de la Calmette ⥋ Citadelle          | Chemin de la Calmette ⥋ Citadelle          |
| 83    | Ouverture / Fermeture 2 septembre 2013 / —                                                                                                   | Longueur —                                 | Durée 10 min                               | Nb. d’arrêts 7                             | Matériel Taxi Minibus                      | Jours de fonctionnement L, Ma, Me, J, V, S                           | Jour / Soir / Nuit / Fêtes O / N / N / N   | Voy. / an —                                | Exploitant Ginhoux Voyages                 |
| 83    | Desserte : Nîmes - Principaux arrêts desservis : Chemin de la Calmette • Citadelle                                                           |                                            |                                            |                                            |                                            |                                                                      |                                            |                                            |                                            |
| 83    | Autre : Certains services sont assurés sur commande du lundi au vendredi, tous les services le samedi et l'été.                              |                                            |                                            |                                            |                                            |                                                                      |                                            |                                            |                                            |
| 83    | Dernière actualisation : — |                                            |                                            |                                            |                                            |                                                                      |                                            |                                            |                                            |
| 84    | Font Aubarne ⥋ Citadelle | Font Aubarne ⥋ Citadelle                   | Font Aubarne ⥋ Citadelle                   | Font Aubarne ⥋ Citadelle                   | Font Aubarne ⥋ Citadelle                   | Font Aubarne ⥋ Citadelle                                             | Font Aubarne ⥋ Citadelle                   | Font Aubarne ⥋ Citadelle                   | Font Aubarne ⥋ Citadelle                   |
| 84    | Ouverture / Fermeture 2 septembre 2013 / —                                                                                                   | Longueur —                                 | Durée 10 min                               | Nb. d’arrêts 7                             | Matériel Taxi Minibus                      | Jours de fonctionnement L, Ma, Me, J, V, S                           | Jour / Soir / Nuit / Fêtes O / N / N / N   | Voy. / an —                                | Exploitant Ginhoux Voyages                 |
| 84    | Desserte : Nîmes - Principaux arrêts desservis : Font Aubarne • Citadelle                                                                    |                                            |                                            |                                            |                                            |                                                                      |                                            |                                            |                                            |
| 84    | Autre : Sur commande uniquement. Pas de service durant les vacances.                                                                         |                                            |                                            |                                            |                                            |                                                                      |                                            |                                            |                                            |
| 84    | Dernière actualisation : — |                                            |                                            |                                            |                                            |                                                                      |                                            |                                            |                                            |
| 85    | Air Pur ⥋ 3 Ponts | Air Pur ⥋ 3 Ponts                          | Air Pur ⥋ 3 Ponts                          | Air Pur ⥋ 3 Ponts                          | Air Pur ⥋ 3 Ponts                          | Air Pur ⥋ 3 Ponts                                                    | Air Pur ⥋ 3 Ponts                          | Air Pur ⥋ 3 Ponts                          | Air Pur ⥋ 3 Ponts                          |
| 85    | Ouverture / Fermeture 2 septembre 2013 / —                                                                                                   | Longueur —                                 | Durée 10 min                               | Nb. d’arrêts 6                             | Matériel Taxi Minibus                      | Jours de fonctionnement L, Ma, Me, J, V, S                           | Jour / Soir / Nuit / Fêtes O / N / N / N   | Voy. / an —                                | Exploitant Ginhoux Voyages                 |
| 85    | Desserte : Nîmes - Principaux arrêts desservis : Air Pur • 3 Ponts                                                                           |                                            |                                            |                                            |                                            |                                                                      |                                            |                                            |                                            |
| 85    | Autre : Sur commande uniquement. |                                            |                                            |                                            |                                            |                                                                      |                                            |                                            |                                            |
| 85    | Dernière actualisation : — |                                            |                                            |                                            |                                            |                                                                      |                                            |                                            |                                            |
| 86    | Mas de Roulan ⥋ Bouquerie | Mas de Roulan ⥋ Bouquerie                  | Mas de Roulan ⥋ Bouquerie                  | Mas de Roulan ⥋ Bouquerie                  | Mas de Roulan ⥋ Bouquerie                  | Mas de Roulan ⥋ Bouquerie                                            | Mas de Roulan ⥋ Bouquerie                  | Mas de Roulan ⥋ Bouquerie                  | Mas de Roulan ⥋ Bouquerie                  |
| 86    | Ouverture / Fermeture 2 septembre 2013 / —                                                                                                   | Longueur —                                 | Durée 10 min                               | Nb. d’arrêts 11                            | Matériel Taxi Minibus                      | Jours de fonctionnement L, Ma, Me, J, V, S                           | Jour / Soir / Nuit / Fêtes O / N / N / N   | Voy. / an —                                | Exploitant Ginhoux Voyages                 |
| 86    | Desserte : Nîmes - Principaux arrêts desservis : Mas de Roulan • Bouquerie                                                                   |                                            |                                            |                                            |                                            |                                                                      |                                            |                                            |                                            |
| 86    | Autre : Certains services sont assurés sur commande.                                                                                         |                                            |                                            |                                            |                                            |                                                                      |                                            |                                            |                                            |
| 86    | Dernière actualisation : — |                                            |                                            |                                            |                                            |                                                                      |                                            |                                            |                                            |
| 87    | Gare Triaire ⥋ Condamine | Gare Triaire ⥋ Condamine                   | Gare Triaire ⥋ Condamine                   | Gare Triaire ⥋ Condamine                   | Gare Triaire ⥋ Condamine                   | Gare Triaire ⥋ Condamine                                             | Gare Triaire ⥋ Condamine                   | Gare Triaire ⥋ Condamine                   | Gare Triaire ⥋ Condamine                   |
| 87    | Ouverture / Fermeture 2 septembre 2013 / —                                                                                                   | Longueur —                                 | Durée 15 min                               | Nb. d’arrêts 2                             | Matériel Taxi Minibus                      | Jours de fonctionnement L, Ma, Me, J, V, S                           | Jour / Soir / Nuit / Fêtes O / N / N / N   | Voy. / an —                                | Exploitant Ginhoux Voyages                 |
| 87    | Desserte : Nîmes - Principaux arrêts desservis : Gare Triare • Clinique La Camargue                                                          |                                            |                                            |                                            |                                            |                                                                      |                                            |                                            |                                            |
| 87    | Autre : Certains services sont assurés sur commande.                                                                                         |                                            |                                            |                                            |                                            |                                                                      |                                            |                                            |                                            |
| 87    | Dernière actualisation : — |                                            |                                            |                                            |                                            |                                                                      |                                            |                                            |                                            |
| 88    | (circulaire) Capitelles ⥋ via Galilée | (circulaire) Capitelles ⥋ via Galilée      | (circulaire) Capitelles ⥋ via Galilée      | (circulaire) Capitelles ⥋ via Galilée      | (circulaire) Capitelles ⥋ via Galilée      | (circulaire) Capitelles ⥋ via Galilée                                | (circulaire) Capitelles ⥋ via Galilée      | (circulaire) Capitelles ⥋ via Galilée      | (circulaire) Capitelles ⥋ via Galilée      |
| 88    | Ouverture / Fermeture janvier 2020 / — | Longueur —                                 | Durée 15 min                               | Nb. d’arrêts 10                            | Matériel Taxi Minibus                      | Jours de fonctionnement L, Ma, Me, J, V, S                           | Jour / Soir / Nuit / Fêtes O / N / N / N   | Voy. / an —                                | Exploitant Ginhoux Voyages                 |
| 88    | Desserte : Nîmes - Principaux arrêts desservis : Valdegour                                                                                   |                                            |                                            |                                            |                                            |                                                                      |                                            |                                            |                                            |
| 88    | Autre : |                                            |                                            |                                            |                                            |                                                                      |                                            |                                            |                                            |
| 88    | Dernière actualisation : — |                                            |                                            |                                            |                                            |                                                                      |                                            |                                            |                                            |

### Lignes périurbaines
Ces lignes assurent principalement la liaison entre Nîmes et les autres communes de l'agglomération.

#### Lignes du secteur nord-est
| Ligne | Caractéristiques | Caractéristiques                                                    | Caractéristiques                                                    | Caractéristiques                                                    | Caractéristiques                                                    | Caractéristiques                                                    | Caractéristiques                                                    | Caractéristiques                                                    | Caractéristiques                                                    |
| 12    | Nîmes — Gare routière ⥋ Poulx — Crêtes | Nîmes — Gare routière ⥋ Poulx — Crêtes                              | Nîmes — Gare routière ⥋ Poulx — Crêtes                              | Nîmes — Gare routière ⥋ Poulx — Crêtes                              | Nîmes — Gare routière ⥋ Poulx — Crêtes                              | Nîmes — Gare routière ⥋ Poulx — Crêtes                              | Nîmes — Gare routière ⥋ Poulx — Crêtes                              | Nîmes — Gare routière ⥋ Poulx — Crêtes                              | Nîmes — Gare routière ⥋ Poulx — Crêtes                              |
| ----- | --- | ------------------------------------------------------------------- | ------------------------------------------------------------------- | ------------------------------------------------------------------- | ------------------------------------------------------------------- | ------------------------------------------------------------------- | ------------------------------------------------------------------- | ------------------------------------------------------------------- | ------------------------------------------------------------------- |
| 12    | Ouverture / Fermeture 2 septembre 2013 / — | Longueur —                                                          | Durée 40 min                                                        | Nb. d’arrêts 19                                                     | Matériel Autocars                                                   | Jours de fonctionnement L, Ma, Me, J, V, S                          | Jour / Soir / Nuit / Fêtes O / N / N / N                            | Voy. / an —                                                         | Exploitant Transport Gardois Ginhoux Voyages                        |
| 12    | Desserte : Nîmes et Poulx - Principaux arrêts desservis : Gare Routière • Pont de Justice • SMAC Paloma • Crêtes                                                                 |                                                                     |                                                                     |                                                                     |                                                                     |                                                                     |                                                                     |                                                                     |                                                                     |
| 12    | Autre : |                                                                     |                                                                     |                                                                     |                                                                     |                                                                     |                                                                     |                                                                     |                                                                     |
| 12    | Dernière actualisation : — |                                                                     |                                                                     |                                                                     |                                                                     |                                                                     |                                                                     |                                                                     |                                                                     |
| 21    | Nîmes — Pont de Justice/Gare Routière ⥋ Lédenon — Croix des Soldats | Nîmes — Pont de Justice/Gare Routière ⥋ Lédenon — Croix des Soldats | Nîmes — Pont de Justice/Gare Routière ⥋ Lédenon — Croix des Soldats | Nîmes — Pont de Justice/Gare Routière ⥋ Lédenon — Croix des Soldats | Nîmes — Pont de Justice/Gare Routière ⥋ Lédenon — Croix des Soldats | Nîmes — Pont de Justice/Gare Routière ⥋ Lédenon — Croix des Soldats | Nîmes — Pont de Justice/Gare Routière ⥋ Lédenon — Croix des Soldats | Nîmes — Pont de Justice/Gare Routière ⥋ Lédenon — Croix des Soldats | Nîmes — Pont de Justice/Gare Routière ⥋ Lédenon — Croix des Soldats |
| 21    | Ouverture / Fermeture 2 septembre 2013 / — | Longueur —                                                          | Durée 30 min                                                        | Nb. d’arrêts 12/18                                                  | Matériel Autocars                                                   | Jours de fonctionnement L, Ma, Me, J, V, S                          | Jour / Soir / Nuit / Fêtes O / N / N / N                            | Voy. / an —                                                         | Exploitant Cars Metropolitains Nimois Ginhoux Voyages               |
| 21    | Desserte : Nîmes, Marguerittes, Saint-Gervasy, Cabrières et Lédenon - Principaux arrêts desservis : Pont de Justice • SMAC Paloma • Magellan • Saint-Étienne • Croix des Soldats |                                                                     |                                                                     |                                                                     |                                                                     |                                                                     |                                                                     |                                                                     |                                                                     |
| 21    | Autre : Sur certains horaires, le terminus de la ligne est Gare Routière. |                                                                     |                                                                     |                                                                     |                                                                     |                                                                     |                                                                     |                                                                     |                                                                     |
| 21    | Dernière actualisation : — |                                                                     |                                                                     |                                                                     |                                                                     |                                                                     |                                                                     |                                                                     |                                                                     |
| 22    | Nîmes — Pont de Justice/Gare Routière ⥋ Sernhac — Poulvarel | Nîmes — Pont de Justice/Gare Routière ⥋ Sernhac — Poulvarel         | Nîmes — Pont de Justice/Gare Routière ⥋ Sernhac — Poulvarel         | Nîmes — Pont de Justice/Gare Routière ⥋ Sernhac — Poulvarel         | Nîmes — Pont de Justice/Gare Routière ⥋ Sernhac — Poulvarel         | Nîmes — Pont de Justice/Gare Routière ⥋ Sernhac — Poulvarel         | Nîmes — Pont de Justice/Gare Routière ⥋ Sernhac — Poulvarel         | Nîmes — Pont de Justice/Gare Routière ⥋ Sernhac — Poulvarel         | Nîmes — Pont de Justice/Gare Routière ⥋ Sernhac — Poulvarel         |
| 22    | Ouverture / Fermeture 2 septembre 2013 / — | Longueur —                                                          | Durée 30 min                                                        | Nb. d’arrêts 10/17                                                  | Matériel Autocars                                                   | Jours de fonctionnement L, Ma, Me, J, V, S                          | Jour / Soir / Nuit / Fêtes O / N / N / N                            | Voy. / an —                                                         | Exploitant Cars Metropolitains Nimois Ginhoux Voyages               |
| 22    | Desserte : Nîmes, Marguerittes, Saint-Gervasy, Bezouce et Sernhac - Principaux arrêts desservis : Pont de Justice • SMAC Paloma • Magellan • Les Coopés • Poulvarel              |                                                                     |                                                                     |                                                                     |                                                                     |                                                                     |                                                                     |                                                                     |                                                                     |
| 22    | Autre : Sur certains horaires, le terminus de la ligne est Gare Routière. |                                                                     |                                                                     |                                                                     |                                                                     |                                                                     |                                                                     |                                                                     |                                                                     |
| 22    | Dernière actualisation : — |                                                                     |                                                                     |                                                                     |                                                                     |                                                                     |                                                                     |                                                                     |                                                                     |

#### Lignes du secteur est
| Ligne | Caractéristiques | Caractéristiques                                              | Caractéristiques                                              | Caractéristiques                                              | Caractéristiques                                              | Caractéristiques                                              | Caractéristiques                                              | Caractéristiques                                              | Caractéristiques                                              |
| 31    | Nîmes — Gare Routière ⥋ Redessan — Bondavin | Nîmes — Gare Routière ⥋ Redessan — Bondavin                   | Nîmes — Gare Routière ⥋ Redessan — Bondavin                   | Nîmes — Gare Routière ⥋ Redessan — Bondavin                   | Nîmes — Gare Routière ⥋ Redessan — Bondavin                   | Nîmes — Gare Routière ⥋ Redessan — Bondavin                   | Nîmes — Gare Routière ⥋ Redessan — Bondavin                   | Nîmes — Gare Routière ⥋ Redessan — Bondavin                   | Nîmes — Gare Routière ⥋ Redessan — Bondavin                   |
| ----- | --- | ------------------------------------------------------------- | ------------------------------------------------------------- | ------------------------------------------------------------- | ------------------------------------------------------------- | ------------------------------------------------------------- | ------------------------------------------------------------- | ------------------------------------------------------------- | ------------------------------------------------------------- |
| 31    | Ouverture / Fermeture 2 septembre 2013 / — | Longueur —                                                    | Durée 25 min                                                  | Nb. d’arrêts 14                                               | Matériel Autocars                                             | Jours de fonctionnement L, Ma, Me, J, V, S                    | Jour / Soir / Nuit / Fêtes O / N / N / N                      | Voy. / an —                                                   | Exploitant Cars Metropolitains Nimois Ginhoux Voyages         |
| 31    | Desserte : Nîmes, Rodilhan et Redessan - Principaux arrêts desservis : Gare Routière • Philippe Lamour • ZAC 1 • Place du Marché • Bondavin                                        |                                                               |                                                               |                                                               |                                                               |                                                               |                                                               |                                                               |                                                               |
| 31    | Autre : |                                                               |                                                               |                                                               |                                                               |                                                               |                                                               |                                                               |                                                               |
| 31    | Dernière actualisation : — |                                                               |                                                               |                                                               |                                                               |                                                               |                                                               |                                                               |                                                               |
| 32    | Nîmes — Gare Traire / Nîmes — Chalvidan ⥋ Manduel — Gravaison | Nîmes — Gare Traire / Nîmes — Chalvidan ⥋ Manduel — Gravaison | Nîmes — Gare Traire / Nîmes — Chalvidan ⥋ Manduel — Gravaison | Nîmes — Gare Traire / Nîmes — Chalvidan ⥋ Manduel — Gravaison | Nîmes — Gare Traire / Nîmes — Chalvidan ⥋ Manduel — Gravaison | Nîmes — Gare Traire / Nîmes — Chalvidan ⥋ Manduel — Gravaison | Nîmes — Gare Traire / Nîmes — Chalvidan ⥋ Manduel — Gravaison | Nîmes — Gare Traire / Nîmes — Chalvidan ⥋ Manduel — Gravaison | Nîmes — Gare Traire / Nîmes — Chalvidan ⥋ Manduel — Gravaison |
| 32    | Ouverture / Fermeture 2 septembre 2013 / — | Longueur —                                                    | Durée 40 à 45 min                                             | Nb. d’arrêts 34                                               | Matériel Standards                                            | Jours de fonctionnement L, Ma, Me, J, V, S                    | Jour / Soir / Nuit / Fêtes O / N / N / N                      | Voy. / an —                                                   | Exploitant Ginhoux Voyages                                    |
| 32    | Desserte : Nîmes, Rodilhan et Manduel - Principaux arrêts desservis : Gare Traire • Mas de Ville • ZAC 1 • Lombarde • Dojo • Colbert • Gravaison                                   |                                                               |                                                               |                                                               |                                                               |                                                               |                                                               |                                                               |                                                               |
| 32    | Autre : |                                                               |                                                               |                                                               |                                                               |                                                               |                                                               |                                                               |                                                               |
| 32    | Dernière actualisation : — |                                                               |                                                               |                                                               |                                                               |                                                               |                                                               |                                                               |                                                               |
| 33    | Ligne Express Gares | Ligne Express Gares                                           | Ligne Express Gares                                           | Ligne Express Gares                                           | Ligne Express Gares                                           | Ligne Express Gares                                           | Ligne Express Gares                                           | Ligne Express Gares                                           | Ligne Express Gares                                           |
| 33    | Nîmes — Gare Routière ⥋ Manduel — GARE TGV - Nîmes Pont du Gard |                                                               |                                                               |                                                               |                                                               |                                                               |                                                               |                                                               |                                                               |
| 33    | Ouverture / Fermeture 15 décembre 2019 / — | Longueur —                                                    | Durée 30 min                                                  | Nb. d’arrêts 6                                                | Matériel Articulés Standards                                  | Jours de fonctionnement L, Ma, Me, J, V, S, D                 | Jour / Soir / Nuit / Fêtes O / O / O / O                      | Voy. / an —                                                   | Exploitant Ginhoux Voyages                                    |
| 33    | Desserte : Nîmes, Rodilhan, Redessan et Manduel - Principaux arrêts desservis : Gare Routiere • Philippe Lamour • CFPA • Chemin de Caneau • Le Canard • Gare de Nîmes Pont du Gard |                                                               |                                                               |                                                               |                                                               |                                                               |                                                               |                                                               |                                                               |
| 33    | Autre : Les horaires et jours de fonctionnement sont adaptés en fonction des trains à départ ou en partance de la gare TGV.                                                        |                                                               |                                                               |                                                               |                                                               |                                                               |                                                               |                                                               |                                                               |
| 33    | Dernière actualisation : — |                                                               |                                                               |                                                               |                                                               |                                                               |                                                               |                                                               |                                                               |

#### Lignes du secteur sud
| Ligne | Caractéristiques | Caractéristiques                                         | Caractéristiques                                         | Caractéristiques                                         | Caractéristiques                                         | Caractéristiques                                         | Caractéristiques                                         | Caractéristiques                                         | Caractéristiques                                         |
| 41    | Nîmes — Costières - Parnasse ⥋ Garons — Champ de Mars | Nîmes — Costières - Parnasse ⥋ Garons — Champ de Mars    | Nîmes — Costières - Parnasse ⥋ Garons — Champ de Mars    | Nîmes — Costières - Parnasse ⥋ Garons — Champ de Mars    | Nîmes — Costières - Parnasse ⥋ Garons — Champ de Mars    | Nîmes — Costières - Parnasse ⥋ Garons — Champ de Mars    | Nîmes — Costières - Parnasse ⥋ Garons — Champ de Mars    | Nîmes — Costières - Parnasse ⥋ Garons — Champ de Mars    | Nîmes — Costières - Parnasse ⥋ Garons — Champ de Mars    |
| ----- | --- | -------------------------------------------------------- | -------------------------------------------------------- | -------------------------------------------------------- | -------------------------------------------------------- | -------------------------------------------------------- | -------------------------------------------------------- | -------------------------------------------------------- | -------------------------------------------------------- |
| 41    | Ouverture / Fermeture 2 septembre 2013 / — | Longueur —                                               | Durée 25 min                                             | Nb. d’arrêts 17                                          | Matériel Standards                                       | Jours de fonctionnement L, Ma, Me, J, V, S               | Jour / Soir / Nuit / Fêtes O / N / N / N                 | Voy. / an —                                              | Exploitant Les rapides de Camargue                       |
| 41    | Desserte : Nîmes, Caissargues et Garons - Principaux arrêts desservis : Costières-Parnasse • Mas de Vignolles • A54 Caissargues • Labadou • Champ de Mars • Fouvieil                       |                                                          |                                                          |                                                          |                                                          |                                                          |                                                          |                                                          |                                                          |
| 41    | Autre : |                                                          |                                                          |                                                          |                                                          |                                                          |                                                          |                                                          |                                                          |
| 41    | Dernière actualisation : — |                                                          |                                                          |                                                          |                                                          |                                                          |                                                          |                                                          |                                                          |
| 42    | Nîmes — Costières - Parnasse ⥋ Saint-Gilles — Ponant | Nîmes — Costières - Parnasse ⥋ Saint-Gilles — Ponant     | Nîmes — Costières - Parnasse ⥋ Saint-Gilles — Ponant     | Nîmes — Costières - Parnasse ⥋ Saint-Gilles — Ponant     | Nîmes — Costières - Parnasse ⥋ Saint-Gilles — Ponant     | Nîmes — Costières - Parnasse ⥋ Saint-Gilles — Ponant     | Nîmes — Costières - Parnasse ⥋ Saint-Gilles — Ponant     | Nîmes — Costières - Parnasse ⥋ Saint-Gilles — Ponant     | Nîmes — Costières - Parnasse ⥋ Saint-Gilles — Ponant     |
| 42    | Ouverture / Fermeture 2 septembre 2013 / — | Longueur —                                               | Durée 30 min                                             | Nb. d’arrêts 22                                          | Matériel Autocars                                        | Jours de fonctionnement L, Ma, Me, J, V, S               | Jour / Soir / Nuit / Fêtes O / N / N / N                 | Voy. / an —                                              | Exploitant Les rapides de Camargue                       |
| 42    | Desserte : Nîmes, Caissargues et Saint-Gilles - Principaux arrêts desservis : Costières-Parnasse • Mas de Vignolles • A54 Caissargues • Labadou • 19 mars 1962 • Mistral • Chanzy • Ponant |                                                          |                                                          |                                                          |                                                          |                                                          |                                                          |                                                          |                                                          |
| 42    | Autre : |                                                          |                                                          |                                                          |                                                          |                                                          |                                                          |                                                          |                                                          |
| 42    | Dernière actualisation : — |                                                          |                                                          |                                                          |                                                          |                                                          |                                                          |                                                          |                                                          |
| 43    | Nîmes — Costières - Parnasse ⥋ Générac — Gare de Générac | Nîmes — Costières - Parnasse ⥋ Générac — Gare de Générac | Nîmes — Costières - Parnasse ⥋ Générac — Gare de Générac | Nîmes — Costières - Parnasse ⥋ Générac — Gare de Générac | Nîmes — Costières - Parnasse ⥋ Générac — Gare de Générac | Nîmes — Costières - Parnasse ⥋ Générac — Gare de Générac | Nîmes — Costières - Parnasse ⥋ Générac — Gare de Générac | Nîmes — Costières - Parnasse ⥋ Générac — Gare de Générac | Nîmes — Costières - Parnasse ⥋ Générac — Gare de Générac |
| 43    | Ouverture / Fermeture septembre 2016 / — | Longueur —                                               | Durée 25 min                                             | Nb. d’arrêts 15                                          | Matériel Autocars                                        | Jours de fonctionnement L, Ma, Me, J, V, S               | Jour / Soir / Nuit / Fêtes O / N / N / N                 | Voy. / an —                                              | Exploitant Les rapides de Camargue                       |
| 43    | Desserte : Nîmes et Générac - Principaux arrêts desservis : Costières-Parnasse • Mas de Vignolles • La Bastide • Gare de Générac                                                           |                                                          |                                                          |                                                          |                                                          |                                                          |                                                          |                                                          |                                                          |
| 43    | Autre : |                                                          |                                                          |                                                          |                                                          |                                                          |                                                          |                                                          |                                                          |
| 43    | Dernière actualisation : — |                                                          |                                                          |                                                          |                                                          |                                                          |                                                          |                                                          |                                                          |

#### Lignes du secteur ouest
| Ligne | Caractéristiques | Caractéristiques                                                      | Caractéristiques                                                      | Caractéristiques                                                      | Caractéristiques                                                      | Caractéristiques                                                      | Caractéristiques                                                      | Caractéristiques                                                      | Caractéristiques                                                      |
| 51    | Nîmes — Gare Routière ⥋ Langlade — Très Patas | Nîmes — Gare Routière ⥋ Langlade — Très Patas                         | Nîmes — Gare Routière ⥋ Langlade — Très Patas                         | Nîmes — Gare Routière ⥋ Langlade — Très Patas                         | Nîmes — Gare Routière ⥋ Langlade — Très Patas                         | Nîmes — Gare Routière ⥋ Langlade — Très Patas                         | Nîmes — Gare Routière ⥋ Langlade — Très Patas                         | Nîmes — Gare Routière ⥋ Langlade — Très Patas                         | Nîmes — Gare Routière ⥋ Langlade — Très Patas                         |
| ----- | --- | --------------------------------------------------------------------- | --------------------------------------------------------------------- | --------------------------------------------------------------------- | --------------------------------------------------------------------- | --------------------------------------------------------------------- | --------------------------------------------------------------------- | --------------------------------------------------------------------- | --------------------------------------------------------------------- |
| 51    | Ouverture / Fermeture 2 septembre 2013 / — | Longueur —                                                            | Durée 45 min                                                          | Nb. d’arrêts 31                                                       | Matériel Autocars                                                     | Jours de fonctionnement L, Ma, Me, J, V, S                            | Jour / Soir / Nuit / Fêtes O / N / N / N                              | Voy. / an —                                                           | Exploitant Cars Metropolitains Nimois Ginhoux Voyages                 |
| 51    | Desserte : Nîmes,,Caveirac, Clarensac et Langlade - Principaux arrêts desservis : Gare Routière • Esplanade T2 • Musée Romanité • Capitelles 2 • Terre Rouge • Médiathèque • Chasselas • Bleuets • Font Barin • Très Patas |                                                                       |                                                                       |                                                                       |                                                                       |                                                                       |                                                                       |                                                                       |                                                                       |
| 51    | Autre : |                                                                       |                                                                       |                                                                       |                                                                       |                                                                       |                                                                       |                                                                       |                                                                       |
| 51    | Dernière actualisation : — |                                                                       |                                                                       |                                                                       |                                                                       |                                                                       |                                                                       |                                                                       |                                                                       |
| 52    | Nîmes — Laennec / Gare Routière ⥋ Saint-Côme-et-Maruéjols — Maruéjols | Nîmes — Laennec / Gare Routière ⥋ Saint-Côme-et-Maruéjols — Maruéjols | Nîmes — Laennec / Gare Routière ⥋ Saint-Côme-et-Maruéjols — Maruéjols | Nîmes — Laennec / Gare Routière ⥋ Saint-Côme-et-Maruéjols — Maruéjols | Nîmes — Laennec / Gare Routière ⥋ Saint-Côme-et-Maruéjols — Maruéjols | Nîmes — Laennec / Gare Routière ⥋ Saint-Côme-et-Maruéjols — Maruéjols | Nîmes — Laennec / Gare Routière ⥋ Saint-Côme-et-Maruéjols — Maruéjols | Nîmes — Laennec / Gare Routière ⥋ Saint-Côme-et-Maruéjols — Maruéjols | Nîmes — Laennec / Gare Routière ⥋ Saint-Côme-et-Maruéjols — Maruéjols |
| 52    | Ouverture / Fermeture 2 septembre 2013 / — | Longueur —                                                            | Durée 30 à 50 min                                                     | Nb. d’arrêts 25 à 30                                                  | Matériel Autocars                                                     | Jours de fonctionnement L, Ma, Me, J, V, S                            | Jour / Soir / Nuit / Fêtes O / N / N / N                              | Voy. / an —                                                           | Exploitant Cars Métropolitains Nîmois Ginhoux Voyages                 |
| 52    | Desserte : Nîmes ,Clarensac et Saint-Côme-et-Maruéjols - Principaux arrêts desservis : • Gare Routière • Gare Feuchères • Laennec • Aubanel • Marchepied • Maruéjols                                                       |                                                                       |                                                                       |                                                                       |                                                                       |                                                                       |                                                                       |                                                                       |                                                                       |
| 52    | Autre : Aux heures de pointe, la ligne 52 a pour terminus la Gare routière , en heures creuses le terminus est Laennec. Une correspondance est possible avec la ligne T2 à l'arrêt Laennec.                                |                                                                       |                                                                       |                                                                       |                                                                       |                                                                       |                                                                       |                                                                       |                                                                       |
| 52    | Dernière actualisation : — |                                                                       |                                                                       |                                                                       |                                                                       |                                                                       |                                                                       |                                                                       |                                                                       |

#### Lignes du secteur nord
| Ligne | Caractéristiques | Caractéristiques                                             | Caractéristiques                                             | Caractéristiques                                             | Caractéristiques                                             | Caractéristiques                                             | Caractéristiques                                             | Caractéristiques                                             | Caractéristiques                                             |
| 61    | Nîmes — Gare Routière ⥋ Saint-Chaptes — Larcy                                                                                         | Nîmes — Gare Routière ⥋ Saint-Chaptes — Larcy                | Nîmes — Gare Routière ⥋ Saint-Chaptes — Larcy                | Nîmes — Gare Routière ⥋ Saint-Chaptes — Larcy                | Nîmes — Gare Routière ⥋ Saint-Chaptes — Larcy                | Nîmes — Gare Routière ⥋ Saint-Chaptes — Larcy                | Nîmes — Gare Routière ⥋ Saint-Chaptes — Larcy                | Nîmes — Gare Routière ⥋ Saint-Chaptes — Larcy                | Nîmes — Gare Routière ⥋ Saint-Chaptes — Larcy                |
| ----- | --- | ------------------------------------------------------------ | ------------------------------------------------------------ | ------------------------------------------------------------ | ------------------------------------------------------------ | ------------------------------------------------------------ | ------------------------------------------------------------ | ------------------------------------------------------------ | ------------------------------------------------------------ |
| 61    | Ouverture / Fermeture 2 septembre 2013 / —                                                                                            | Longueur —                                                   | Durée 45 min                                                 | Nb. d’arrêts 26                                              | Matériel Autocars                                            | Jours de fonctionnement L, Ma, Me, J, V, S                   | Jour / Soir / Nuit / Fêtes O / N / N / N                     | Voy. / an —                                                  | Exploitant Cars Metropolitains Nimois                        |
| 61    | Desserte : Nîmes, La Calmette et Saint-Chaptes - Principaux arrêts desservis : Gare Routière • Montcalm • Mas Balan • Valfons • Larcy |                                                              |                                                              |                                                              |                                                              |                                                              |                                                              |                                                              |                                                              |
| 61    | Autre : |                                                              |                                                              |                                                              |                                                              |                                                              |                                                              |                                                              |                                                              |
| 61    | Dernière actualisation : — |                                                              |                                                              |                                                              |                                                              |                                                              |                                                              |                                                              |                                                              |
| 62    | La Calmette — Charles de Gaulle ⥋ Sainte-Anastasie — Aubarne                                                                          | La Calmette — Charles de Gaulle ⥋ Sainte-Anastasie — Aubarne | La Calmette — Charles de Gaulle ⥋ Sainte-Anastasie — Aubarne | La Calmette — Charles de Gaulle ⥋ Sainte-Anastasie — Aubarne | La Calmette — Charles de Gaulle ⥋ Sainte-Anastasie — Aubarne | La Calmette — Charles de Gaulle ⥋ Sainte-Anastasie — Aubarne | La Calmette — Charles de Gaulle ⥋ Sainte-Anastasie — Aubarne | La Calmette — Charles de Gaulle ⥋ Sainte-Anastasie — Aubarne | La Calmette — Charles de Gaulle ⥋ Sainte-Anastasie — Aubarne |
| 62    | Ouverture / Fermeture 2 septembre 2013 / —                                                                                            | Longueur —                                                   | Durée 13 min                                                 | Nb. d’arrêts 6                                               | Matériel Autocars                                            | Jours de fonctionnement L, Ma, Me, J, V, S                   | Jour / Soir / Nuit / Fêtes O / N / N / N                     | Voy. / an —                                                  | Exploitant Cars Metropolitains Nimois                        |
| 62    | Desserte : La Calmette, Dions et Sainte-Anastasie - Principaux arrêts desservis : Charles de Gaulle • Gardon • Mairie • Aubarne       |                                                              |                                                              |                                                              |                                                              |                                                              |                                                              |                                                              |                                                              |
| 62    | Autre : Ligne fonctionnant sur réservation téléphonique uniquement.                                                                   |                                                              |                                                              |                                                              |                                                              |                                                              |                                                              |                                                              |                                                              |
| 62    | Dernière actualisation : — |                                                              |                                                              |                                                              |                                                              |                                                              |                                                              |                                                              |                                                              |

#### Lignes en intégration tarifaire
| Ligne | Caractéristiques | Caractéristiques                                                                                        | Caractéristiques                                                                                        | Caractéristiques                                                                                        | Caractéristiques                                                                                        | Caractéristiques                                                                                        | Caractéristiques                                                                                        | Caractéristiques                                                                                        | Caractéristiques                                                                                        |
| 141   | Nîmes — Gare Routière ⥋ Saint-Dionisy — Le Soldat (Sommières desserte sous tarification départementale)                                                     | Nîmes — Gare Routière ⥋ Saint-Dionisy — Le Soldat (Sommières desserte sous tarification départementale) | Nîmes — Gare Routière ⥋ Saint-Dionisy — Le Soldat (Sommières desserte sous tarification départementale) | Nîmes — Gare Routière ⥋ Saint-Dionisy — Le Soldat (Sommières desserte sous tarification départementale) | Nîmes — Gare Routière ⥋ Saint-Dionisy — Le Soldat (Sommières desserte sous tarification départementale) | Nîmes — Gare Routière ⥋ Saint-Dionisy — Le Soldat (Sommières desserte sous tarification départementale) | Nîmes — Gare Routière ⥋ Saint-Dionisy — Le Soldat (Sommières desserte sous tarification départementale) | Nîmes — Gare Routière ⥋ Saint-Dionisy — Le Soldat (Sommières desserte sous tarification départementale) | Nîmes — Gare Routière ⥋ Saint-Dionisy — Le Soldat (Sommières desserte sous tarification départementale) |
| ----- | --- | --- | --- | --- | --- | --- | --- | --- | --- |
| 141   | Ouverture / Fermeture — / — | Longueur —                                                                                              | Durée 30 min                                                                                            | Nb. d’arrêts 10                                                                                         | Matériel Autocars                                                                                       | Jours de fonctionnement L, Ma, Me, J, V, S, D                                                           | Jour / Soir / Nuit / Fêtes O / N / N / O                                                                | Voy. / an —                                                                                             | Exploitant Transports Gardois (Réseau liO)                                                              |
| 141   | Desserte : Nîmes et Saint-Dionisy - Principaux arrêts desservis : Gare Routière • Dhuoda • Capitelles 2 • Le Soldat                                         | | | | | | | | |
| 141   | Autre : Depuis le 17 mars 2014, la desserte de Saint-Dionisy de la ligne 51 est reprise par l'intégration tarifaire de la ligne 141 du réseau régional liO. | | | | | | | | |
| 141   | Dernière actualisation : — | | | | | | | | |

### Navette aéroport
| Ligne | Caractéristiques | Caractéristiques                                              | Caractéristiques                                              | Caractéristiques                                              | Caractéristiques                                              | Caractéristiques                                              | Caractéristiques                                              | Caractéristiques                                              | Caractéristiques                                              |
| NA    | Navette aéroport | Navette aéroport                                              | Navette aéroport                                              | Navette aéroport                                              | Navette aéroport                                              | Navette aéroport                                              | Navette aéroport                                              | Navette aéroport                                              | Navette aéroport                                              |
| NA    | Nîmes — Gare Routière (Quai n°1) ⥋ Aéroport de Nîmes - Garons | Nîmes — Gare Routière (Quai n°1) ⥋ Aéroport de Nîmes - Garons | Nîmes — Gare Routière (Quai n°1) ⥋ Aéroport de Nîmes - Garons | Nîmes — Gare Routière (Quai n°1) ⥋ Aéroport de Nîmes - Garons | Nîmes — Gare Routière (Quai n°1) ⥋ Aéroport de Nîmes - Garons | Nîmes — Gare Routière (Quai n°1) ⥋ Aéroport de Nîmes - Garons | Nîmes — Gare Routière (Quai n°1) ⥋ Aéroport de Nîmes - Garons | Nîmes — Gare Routière (Quai n°1) ⥋ Aéroport de Nîmes - Garons | Nîmes — Gare Routière (Quai n°1) ⥋ Aéroport de Nîmes - Garons |
| ----- | --- | ------------------------------------------------------------- | ------------------------------------------------------------- | ------------------------------------------------------------- | ------------------------------------------------------------- | ------------------------------------------------------------- | ------------------------------------------------------------- | ------------------------------------------------------------- | ------------------------------------------------------------- |
| NA    | Ouverture / Fermeture — / — | Longueur —                                                    | Durée 25 min                                                  | Nb. d’arrêts 7 à 8                                            | Matériel Autocars                                             | Jours de fonctionnement L, Ma, Me, J, V, S, D                 | Jour / Soir / Nuit / Fêtes O / N / N / O                      | Voy. / an —                                                   | Exploitant Ginhoux Voyages                                    |
| NA    | Desserte : Nîmes et Aéroport de Nîmes - Garons (Saint-Gilles et Garons) - Arrêts desservis : Gare Routière • Triaire • Camargue • Costières - Parnasse • Mas de Vignolles • Ville Active (Zone hôtelière) • Parking relais A54 • Aéroport de Nîmes - Garons                                                                                          |                                                               |                                                               |                                                               |                                                               |                                                               |                                                               |                                                               |                                                               |
| NA    | Autre : - Les horaires et jours de fonctionnement sont adaptés en fonction des vols à départ ou en partance de l'aéroport . - Desserte sur demande de la zone hôtelière de la Ville Active auprès du conducteur ou sur réservation téléphonique. - La ligne applique une tarification spéciale de 6.80 €, aucun autre titre classique n'est accepté. |                                                               |                                                               |                                                               |                                                               |                                                               |                                                               |                                                               |                                                               |
| NA    | Dernière actualisation : — |                                                               |                                                               |                                                               |                                                               |                                                               |                                                               |                                                               |                                                               |

### Lignes «Leins Gardonnenque»
| Ligne | Tracé |
| ----- | --- |
| 62    | Sainte-Anastasie ↔ Dions ↔ La Calmette ↔ Saint-Génies-de-Malgoirès |
| 802-1 | La Calmette ↔ Parignargues ↔ Gajan ↔ Fons ↔ Montignargues ↔ Saint-Bauzély ↔ Saint-Mamert-du-Gard ↔ La Rouvière ↔ Saint-Génies-de-Malgoirès                                                                    |
| 802-2 | Fons ↔ Gajan ↔ Saint-Bauzély |
| 802-3 | La Rouvière ↔ Montignargues |
| 803-2 | Moulézan ↔ Montagnac ↔ Domessargues ↔ Mauressargues |
| 804A  | Moulézan ↔ Montagnac ↔ Fons ↔ Saint-Bauzély ↔ Boucoiran-et-Nozières ↔ Domessargues ↔ Mauressargues ↔ Saint-Génies-de-Malgoirès ↔ Sauzet ↔ Montignargues ↔ Gajan ↔ Saint-Mamert-du-Gard ↔ Parignargues ↔ Nîmes |
| 804B  | Moulézan ↔ Mauressargues ↔ Domessargues ↔ Boucoiran-et-Nozières ↔ Sauzet ↔ Saint-Génies-de-Malgoirès ↔ Montignargues ↔ Saint-Bauzély ↔ Fons ↔ La Rouvière ↔ Saint-Mamert-du-Gard ↔ Gajan ↔ Nîmes              |

### Lignes scolaires «Tempo»

#### Lignes urbaines
Ces lignes desservent principalement les établissements internes à Nîmes et sont accessibles à toute personne munie d'un titre de transport valable.
| Ligne | Parcours                                                  | Période         | Établissements | Exploitant                 |
| ----- | --------------------------------------------------------- | --------------- | --- | -------------------------- |
| 100   | Mas Roman <> Condorcet/Jules Verne                        | L, Ma, Me, J, V | Collèges Condorcet et Jules Verne, Lycée Voltaire                                                                    | Cars Métropolitains Nîmois |
| 101   | Pissevin/Valdegour <> Albert Camus/Jean Rostand           | L, Ma, Me, J, V | Collèges Condorcet, Jules Verne, Jean Rostand, Lycées Albert Camus et Voltaire                                       | Cars Métropolitains Nîmois |
| 103   | Vacquerolles-Golf/ Lauzières <> Albert Camus/Jean Rostand | L, Ma, Me, J, V | Collèges Condorcet et Jean Rostand, Lycée Camus                                                                      | Cars Métropolitains Nîmois |
| 104   | Romarins <> Jules Verne                                   | L, Ma, Me, J, V | Collège Jules Verne, Lycées Voltaire, Jules Raimu, Gaston Darboux, IUT, Restaurant Universitaire, Cité Universitaire | Cars Métropolitains Nîmois |
| 105   | Mas Roman <> Albert Camus                                 | L, Ma, Me, J, V | Collège Jules Verne, Lycées Albert Camus et Voltaire                                                                 | Cars Métropolitains Nîmois |
| 107   | Camplanier <> Jean Rostand                                | L, Ma, Me, J, V | Collèges Albert Camus et Jean Rostand                                                                                | Cars Métropolitains Nîmois |
| 115   | CFPA <> Mourgues                                          | L, Ma, J, V     | ? | N.C.                       |

#### Lignes périurbaines
Ces lignes desservent principalement les établissements des autres communes de l'agglomération et sont accessibles à toute personne munie d'un titre de transport valable.
| Ligne | Parcours                                        | Période         | Établissements                                | Exploitant                         |
| ----- | ----------------------------------------------- | --------------- | --------------------------------------------- | ---------------------------------- |
| 203A  | Poulx <> Collège Lou Castellas                  | L, Ma, Me, J, V | Collège Lou Castellas de Marguerittes         | Ginhoux/Cars Métropolitains Nîmois |
| 203B  | Lédenon <> Collège Lou Castellas                | L, Ma, Me, J, V | Collège Lou Castellas de Marguerittes         | Ginhoux                            |
| 205   | Marguerittes <> Chemin des Canaux               | L, Ma, Me, J, V | Lycée agricole                                | Ginhoux                            |
| 206   | Marguerittes <> Nîmes — Gare Routieres          | L, Ma, Me, J, V | Lycée Philippe Lamour de Nîmes                | Ginhoux/Keolis Languedoc           |
| 210   | Manduel <> Nîmes — Gare Routière                | L, Ma, Me, J, V | Lycée Philippe Lamour de Nîmes                | Ginhoux                            |
| 212A  | Rodilhan / Redessan <> Collège de Manduel       | L, Ma, Me, J, V | Collège de Manduel                            | Ginhoux                            |
| 212B  | Manduel <> Collège de Manduel                   | L, Ma, Me, J, V | Collège de Manduel                            | Ginhoux                            |
| 214   | Bouillargues <> Nîmes — Philippe Lamour         | L, Ma, Me, J, V | Lycée Philippe Lamour de Nîmes                | Cars Métropolitains Nîmois         |
| 216   | Garons <> Collège les Fontaines                 | L, Ma, Me, J, V | Collège les Fontaines de Bouillargues         | N.C.                               |
| 217   | Caissargues <> Collège Les Fontaines            | L, Ma, Me, J, V | Collège Les Fontaines de Bouillargues         | N.C.                               |
| 218   | Garons <> Nîmes — IUT Dayan/Europe              | L, Ma, Me, J, V | IUT de Nîmes et Lycée Hemingway               | Les Rapides de Camargue            |
| 219   | Saint-Gilles <> Nîmes — Gare Routière           | L, Ma, Me, J, V | Gare et établissements scolaire aux alentours | Les Rapides de Camargue            |
| 220A  | Saint Gilles <> Collège Jean Vilar              | L, Ma, Me, J, V | Écoles et Collège Jean Vilar de Saint-Gilles  | Les Rapides de Camargue            |
| 220C  | Saint Gilles <> Collège Jean Vilar              | L, Ma, Me, J, V | Écoles et Collège Jean Vilar de Saint-Gilles  | Les Rapides de Camargue            |
| 220D  | Garons <> Collège Jean Vilar                    | L, Ma, Me, J, V | Écoles et Collège Jean Vilar de Saint-Gilles  | Les Rapides de Camargue            |
| 221   | Saint-Gilles <> Lycée de Milhaud                | L, Ma, Me, J, V | Lycée de Milhaud                              | N.C.                               |
| 222   | Générac <> Collège de Saint-Gilles              | L, Ma, Me, J, V | Collège Jean Vilar de Saint-Gilles            | Les Rapides de Camargue            |
| 223   | Bernis <> Nîmes - Collège Capouchiné            | L, Ma, Me, J, V | Collège Capouchiné de Nîmes                   | N.C.                               |
| 227   | Saint-Dionisy <> Nîmes — Gare Routière          | L, Ma, Me, J, V | Lycée Hemingway de Nîmes                      | Cars Métropolitains Nîmois         |
| 228   | Saint-Côme-et-Maruéjols <> Collège de Clarensac | L, Ma, Me, J, V | Collège de Clarensac                          | Cars Métropolitains Nîmois         |
| 229   | Langlade <> Collège de Clarensac                | L, Ma, Me, J, V | Collège de Clarensac                          | Cars Métropolitains Nîmois         |
| 230   | Caveirac <> Collège de Clarensac                | L, Ma, Me, J, V | Collège de Clarensac                          | Cars Métropolitains Nîmois         |
| 231   | Caveirac <> Lycée Milhaud                       | L, Ma, Me, J, V | Lycée de Milhaud                              | N.C.                               |

## Parc de véhicules
En novembre 2024, le parc d'autobus du réseau Tango ! est composé de 263 véhicules dont 39 bus articulés, 92 bus standards, 21 midibus, 14 minibus et 97 autocars. Au sein de cette flotte, 9 bus fonctionnent à l'électrique, 49 bus fonctionnent au gaz naturel, les autres véhicules sont équipés de moteurs Diesel.

### Bus articulés
| Constructeur  | Modèle                  | Nombre | Numéros de parc | Période de mise en service      | Affectation | Observation                    |
| ------------- | ----------------------- | ------ | --------------- | ------------------------------- | ----------- | ------------------------------ |
| Irisbus       | Crealis Neo 18          | 10     | 701-710         | Entre mars 2011 et octobre 2011 | T1          | (Bus à haut niveau de service) |
| Iveco Bus     | Urbanway 18             | 1      | 6408            | Décembre 2019                   | 33          | (Uitilisé sur la ligne 33)     |
| Mercedes-Benz | Citaro G C2             | 13     | 751-763         | Entre octobre 2015 à mars 2017  | T2, T4,     | [ 5 ]                          |
| Van Hool      | ExquiCity 24 CNG Hybrid | 10     | 711-720         | décembre 2019 à mai 2020        | T2          | (Bus à haut niveau de service) |
| Irisbus       | Citelis 18              | 5      | 764-768         | octobre 2007                    | T2, T4,     | Rachetés à Tisséo              |

### Bus standards
| Constructeur  | Modèle           | Nombre | Numéros de parc                                   | Période de mise en service          | Affectation                                     | Observation                                               |
| ------------- | ---------------- | ------ | ------------------------------------------------- | ----------------------------------- | ----------------------------------------------- | --------------------------------------------------------- |
| Irisbus       | Crossway LE City | 15     | 2048-2050, 4099-4106, 6380-6381, 7051, 8669, 8979 | Entre décembre 2011 à janvier 2014  | 9, 11, 13, 31, 32, 41, 51, 52, Lignes Scolaires | Bus 4099 détruit dans un incendie de moteur le 13/01/2023 |
| Iveco Bus     | Urbanway 12      | 1      | 6406                                              | Décembre 2019                       | 8, 32, 33                                       | –                                                         |
| Iveco Bus     | Urbanway 12 GNV  | 32     | 381-412                                           | Entre décembre 2019 à décembre 2023 | T3, T4, 6, 8, 9, 10, 14, 15,                    | –                                                         |
| Mercedes-Benz | Citaro Facelift  | 33     | 337-369                                           | Entre décembre 2006 à octobre 2012  | 8, 9, 10, 11, 13, 14, 15, 32, 33                | Réforme en cours                                          |
| Mercedes-Benz | Citaro C2        | 11     | 370-380                                           | Entre mars 2014 et juillet 2014     | 8, 9, 10, 14, 15,                               | –                                                         |

### Midibus
| Constructeur | Modèle      | Nombre | Numéros de parc | Période de mise en service         | Affectation           | Observation                                |
| ------------ | ----------- | ------ | --------------- | ---------------------------------- | --------------------- | ------------------------------------------ |
| Heuliez Bus  | GX 127      | 16     | 504-519         | Entre décembre 2007 à juin 2012    | 7, 16, 70, 74, 76, 87 | Bus 504 Revendu en 2021 + Réforme en cours |
| Heuliez Bus  | GX 137 ELEC | 9      | 520-528         | Entre octobre 2023 et janvier 2025 | 7, 16                 | –                                          |

### Minibus
| Constructeur  | Modèle               | Nombre | Numéros de parc    | Période de mise en service          | Affectation                                    | Observation |
| ------------- | -------------------- | ------ | ------------------ | ----------------------------------- | ---------------------------------------------- | ----------- |
| Durisotti     | Novibus II           | 3      | 6382-6383, 4301    | Entre janvier et février 2015       | 71, 72, 73, 74, 75, 76, 77, 78, 80, 85, 86, 88 | –           |
| Fiat          | Ducato II TPMR       | 1      | 6391               | Mai 2014                            | HandiGO!                                       | –           |
| Mercedes-Benz | Sprinter City 45     | 3      | 4303, 6409, 8580   | Mars 2020                           | 71, 72, 73, 74, 75, 76, 77, 78, 80, 85, 86, 88 | –           |
| Mercedes-Benz | Sprinter Transfer 45 | 2      | 6424-6425          | Juillet 2022                        | Allobus                                        | –           |
| Renault       | Master III TPMR      | 5      | 625-626, 6388-6390 | Entre juillet 2014 et novembre 2018 | HandiGO!                                       | –           |

### Autocars
| Constructeur  | Modèle       | Nombre | Numéros de parc | Période de mise en service          | Affectation                                              | Observation |
| ------------- | ------------ | ------ | --- | ----------------------------------- | -------------------------------------------------------- | ----------- |
| Anadolu Isuzu | Visigo       | 1      | 5037 | Janvier 2018                        | Navette Aéroport                                         | –           |
| Irisbus       | Arway        | 21     | 145, 148-149, 154, 2052-2054, 2066, 4203, 7207, 7370-7373, 7912, 6377, 8053, 8284, 8378, 8431, 8664                                                  | Entre juin 2009 et juin 2013        | 12, 21, 22, 31, 42, 43, 51, 52, 61, 62, Lignes Scolaires | –           |
| Irisbus       | Crossway     | 11     | 143, 2033, 2037, 2055-2059, 6374, 7209, 7780, 083201, 083218, 083219, 083220                                                                         | Entre Juillet 2008 et novembre 2013 | 12, 21, 22, 31, 42, 43, 51, 52, 61, 62, Lignes Scolaires | _           |
| Irisbus       | Récréo II    | 18     | 168, 2034, 2036, 2060, 2063, 2065, 4206, 4208, 4210, 6362-6363, 6378-6379, 6430, 7214, 8178, 8372, 8900                                              | Entre août 2007 et septembre 2013   | 12, 21, 22, 31, 42, 43, 51, 52, 61, 62, Lignes Scolaires | –           |
| Iveco Bus     | Crossway Pop | 43     | 141, 144, 150-153, 2046, 2061, 2067-2070, 2072-2074, 4211, 4216-4225, 6138, 6364, 6444-6446, 6448-6449, 6457, 7001-7004, 7215, 7221, 7412-7413, 7976 | Entre mai 2014 et décembre 2023     | 12, 21, 22, 31, 42, 43, 51, 52, 61, 62, Lignes Scolaires | –           |
| Mercedes-Benz | Intouro II M | 3      | 109, 112, 114 | Entre septembre 2016 et août 2019   | 61, 62, Lignes Scolaires                                 | _           |

### Dépôts
- Le dépôt de Cars Métropolitains Nîmois est situé dans la principauté, au 715 Chem. du Chai, 30932 Nîmes
- Le dépôt de Ginhoux Voyages est situé dans la principauté, au ZI de Nîmes-Grézan, 826 Rue le Corbusier, 30000 Nîmes
- Le dépôt de Keolis Nîmes Métropole est situé dans la principauté, au 384 Av. Robert Bompard, 30000 Nîmes
- Le dépôt de Keolis Languedoc est situé dans la principauté, au 530 Av. Robert Bompard, 30000 Nîmes
- Le dépôt de Transports Rocanière est situé au 430 Route d'Anduze, 30350 Lédignan
- Le dépôt des Rapides de Camargue est situé à Route d'Arles, 30800 Saint-Gilles